# 東京メトロ南北線
南北線（なんぼくせん）は、東京都品川区の目黒駅から北区の赤羽岩淵駅までを結ぶ、東京地下鉄（東京メトロ）が運営する鉄道路線である。『鉄道要覧』における名称は7号線南北線。
路線名の由来は東京を南北に貫くことから。車体および路線図や乗り換え案内で使用されるラインカラーは「エメラルド」（#00ac9b）、路線記号はN。

## 概要
南北線は東京メトロの路線としては半蔵門線とともに地上区間が存在しない路線である。
また、東京都内の地下鉄路線では、東京メトロ千代田線、東京メトロ副都心線、都営地下鉄三田線とともに中央区を通らない。
永田町駅 - 飯田橋駅間では有楽町線と並行しているが、有楽町線が麹町経由であるのに対して南北線は四ツ谷経由であることが異なっている。また四ツ谷駅 - 飯田橋駅間はJR中央・総武緩行線と並行している。

## 路線データ
- 路線距離（営業キロ）：
  - 東京地下鉄（第一種鉄道事業者）：
    - 目黒 - 赤羽岩淵間 21.3 km

  - 東京都交通局（第二種鉄道事業者）：
    - 目黒 - 白金高輪間 (2.3 km)
- 軌間：1,067 mm[1]
- 駅数：19駅（起終点駅含む）[1]
- 複線区間：全線
- 電化区間：全線（直流1500 V、架空電車線方式）[1]
- 閉塞方式：速度制御式（新CS-ATC）・ATO（全線）
- 列車無線方式：空間波無線 (SR) 方式
  - 漏洩同軸ケーブル (LCX) を使用した空間波方式で、銀座線にデジタル空間波無線（D-SR）が導入されるまでは、東京メトロでは唯一のSR方式であった。
- 最高速度：80 km/h[1]
- 表定速度：32.6 km/h（2021年4月1日現在）[1]
- 平均速度：40.6 km/h（2021年4月1日現在）[1]
- 全線所要時分：39分15秒（2021年4月1日現在）[1]
- 車両基地：王子検車区
- 工場：綾瀬工場（千代田線内）

## 建設の経緯
1962年（昭和37年）6月の都市交通審議会答申第6号において、東京7号線は「目黒方面より飯倉片町、永田町、市ケ谷、駒込及び王子の各方面を経て赤羽方面に至る路線」として示された。8月29日の建設省告示第2187号により、都市計画第7号線（東京都市高速鉄道第7号線）として、目黒駅 - 岩淵町間（20.5 km）の都市計画が決定した。
帝都高速度交通営団（東京メトロの前身。以下、営団と略す）はこれに基づいて同年10月16日、第7号線 上大崎（目黒） - 赤羽町（桐ケ丘）間（22.5 km）の地方鉄道敷設免許を申請した。都市計画路線上は岩淵町（現・赤羽岩淵）が終点であるが、車両基地への引き込み線を旅客営業するため、桐ケ丘（旧地名の赤羽町5丁目）まで申請を行ったものである。しかし、1964年（昭和39年）6月4日、東京都も第7号線 目黒 - 赤羽間（21.0 km）の地方鉄道敷設免許を申請したため、競願状態となった。
1972年（昭和47年）の答申第15号では、将来の検討対象とされていた埼玉方面への延伸区間が「川口市中央部 - 浦和市東部間」と改められた。その後1985年（昭和60年）の運輸政策審議会答申第7号では、目黒 - 清正公前（現：白金高輪駅）間を6号線（都営三田線）と共用するものとされ、また埼玉県内は鳩ヶ谷市中央経由で東川口から浦和市東部へと変更された。このうち、目黒 - 赤羽岩淵間が南北線として順次開業しており、また赤羽岩淵 - 浦和美園間は埼玉高速鉄道線として開業している。
計画そのものは1960年代になされていたものの、東京都北区西が丘（後に赤羽西）に予定していた車両基地問題から、計画は一時中断した（後述の「#西が丘車両基地計画と反対運動」を参照）。1984年（昭和59年）4月20日、免許申請以来、22年の歳月を経てようやく全線の路線免許取得に至った。着工は1986年（昭和61年）となり、1991年（平成3年）に部分開業、2000年（平成12年）に全線開業した。後発路線のため、全体的に地中深い駅が多いのが特徴である。
当初の建設計画では第1期工事区間を駒込 - 赤羽岩淵間、第2期工事区間を目黒 - 駒込間としていたが、第2期工事区間を溜池山王 - 駒込間（その1）、目黒-溜池山王間（その2）に分割したため、実際は3区間に分けて建設された。第1期区間は順調に建設がされたが、第2期区間は埋蔵文化財の発掘（溜池山王駅 - 飯田橋駅間の江戸遺跡）や住民の反対運動（白金台駅付近）で建設は遅れ、当初の全線開業予定の1995年（平成7年）9月から2000年（平成12年）9月へと大きく延期されることとなった。
また、第2期開業にあたっては駒込駅 - 溜池山王駅までを一気に開業させる予定であったが、銀座線の新駅設置工事や丸ノ内線・千代田線の既設路線交差部において難工事となり、工期に時間を要することとなったことから、駒込駅 - 四ツ谷駅間を先行開業させ、溜池山王駅までの開業は四ツ谷駅までの開業から1年半ずれ込んだ。
本路線の建設費用は総額5,963億8,900万円である（最終的な金額）。その内訳は用地費が383億6,700万円、土木費が3,320億2,400万円、車両費が329億8,400万円、その他が1,930億1,400万円となっている。費用には建設利息を含む、また消費税は除く。
本路線の路線名称は営団職員より社内公募を行ったもので、応募は3,830通（341線名）があった。選考の結果、「南北線」が1,741通と約半数を占め、また本路線が地理上から、ほぼ南北に貫通していること、東西線に対比して南北方向の路線として最もふさわしい路線名称であることから「南北線」という路線名称が選ばれた。

### 7号ビジョン
本路線の建設にあたっては社会環境の大きな変化から、地下鉄の建設は経済性や採算性だけでは時代に合わなくなってきており、「21世紀を指向する便利で快適な魅力ある地下鉄」を目指して、「7号ビジョン」と呼ばれる新しいコンセプトを基に建設した。
7号ビジョンとしては「利便性の向上・快適性の向上」・「ワンマン運転の実施」・「ホームドアの設置」・「建設費・運営費の削減」を目指したものとした。また、これに基づいて各駅のステーションカラー、改札口周辺、きっぷ売り場、メディアウォール、シンボル柱、可動ベンチ、ふれあいコーナー、出入口上屋など、地下鉄の駅設備に新たなデザインを採用した。これに関連して、営団では1991年にサインシステムの規定を一部改定し、南北線の単独駅および他路線との接続駅であっても南北線開業以後に新設された出入口では、従来は出入口屋根上に設置していたSマークを廃止するなどの変化があった。
利便性の向上として、全駅へのエスカレーターの設置と交通弱者への配慮からエレベーター（設置できない場合は車椅子対応エスカレーター）、さらに車椅子対応トイレを全駅に設置した。改札口付近と駅ホームにはLED式発車案内表示器を設置した。

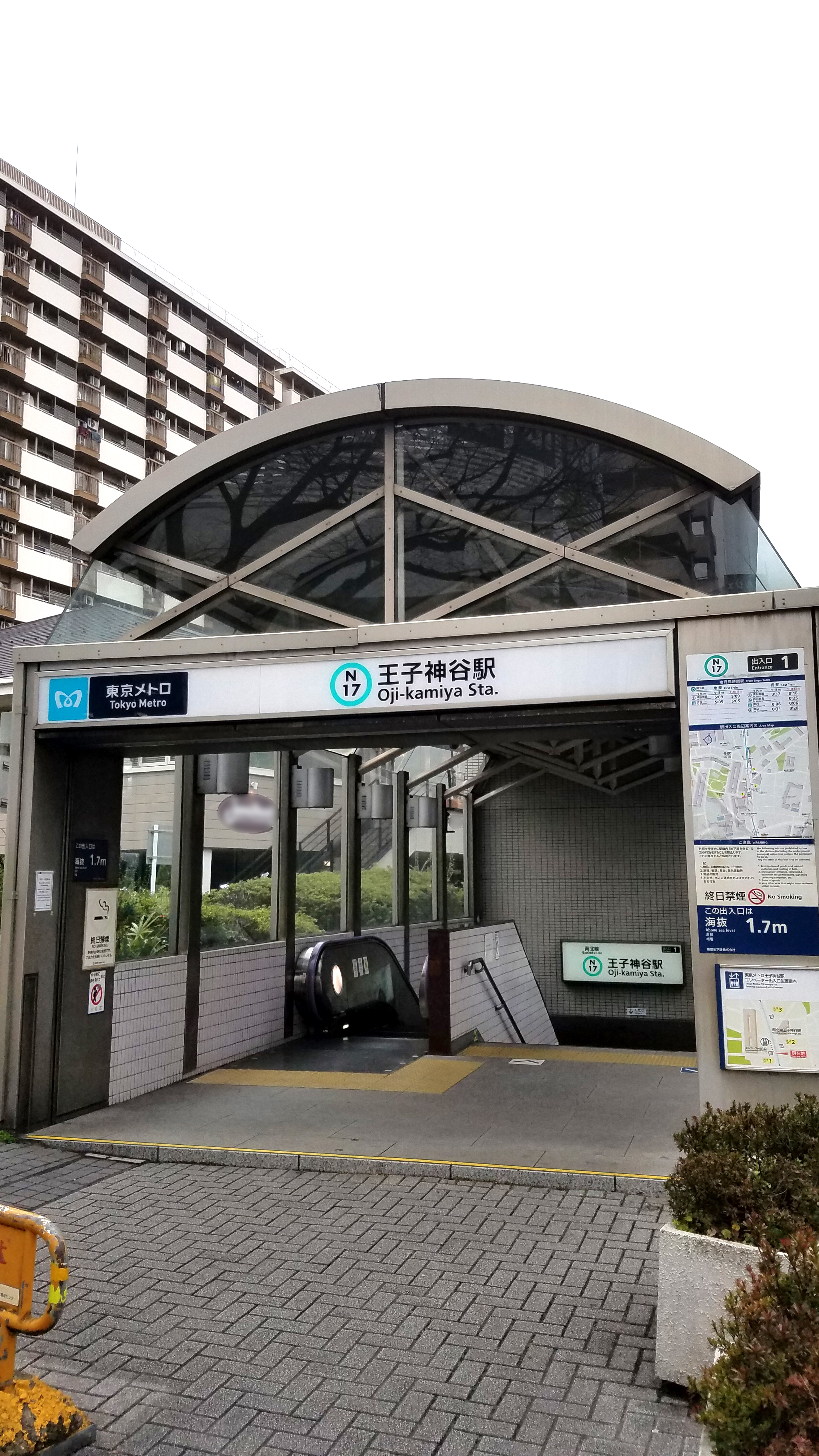
「7号タイプ出入口」の例。屋根上のSマークやその後身のハートMマークの設置自体が開設当初よりされていないもの（王子神谷駅1番出入口）

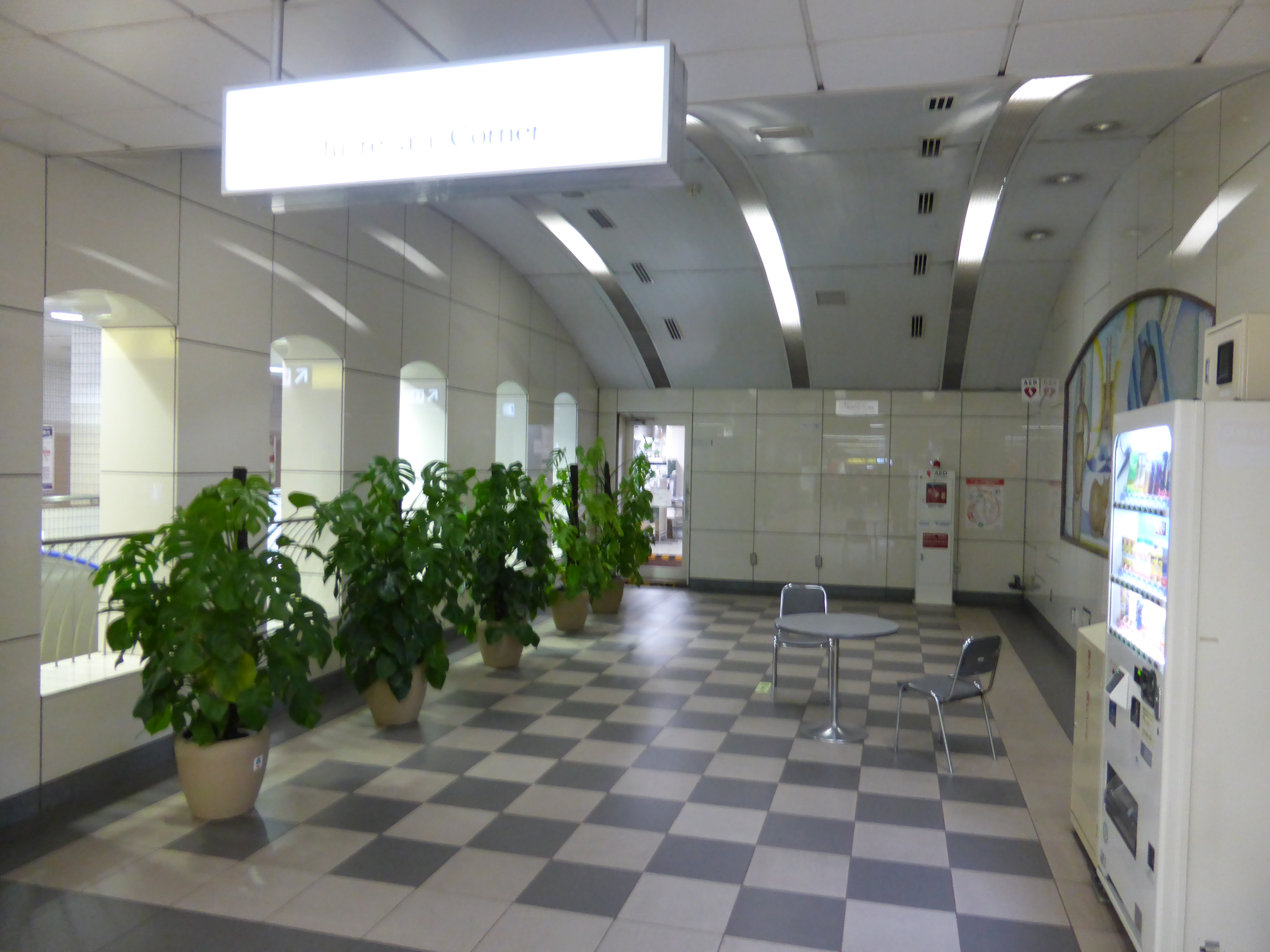
東大前駅構内にある「ふれあいコーナー」

目黒駅を除いた各駅には6色のステーションカラーを3駅ずつ配置し、それをホームドアの扉部、エスカレーターの手すり（ベルト）、メディアウォール、可動ベンチ（南北線の駅空間にマッチするよう、未使用時には跳ね上がるベンチ）などに配色している。配置駅は、
- 黄色 - 白金台駅・四ツ谷駅・駒込駅
- 橙色 - 白金高輪駅・市ケ谷駅・西ケ原駅
- 赤色 - 麻布十番駅・飯田橋駅・王子駅
- 紫色 - 六本木一丁目駅・後楽園駅・王子神谷駅
- 青色 - 溜池山王駅・東大前駅・志茂駅
- 緑色 - 永田町駅・本駒込駅・赤羽岩淵駅

である。一部の駅においては、駅ホームの向かい壁をギャラリー空間に見立て、企業の協賛によりグラフィックデザイン（アートウォール）を整備した。
改札口は逆アールの天井とし、乗客の動線に対応したスリット照明、床面にも動線に対応したデザインを施した。ウィンドラッチ（駅窓口）は、オープンカウンターとし、駅員1人で自動券売機と自動改札の案内ができる構造とした。一部の駅では、改札周りの柱に特徴的なデザインを施した「シンボル柱」を設置した。各駅の改札口付近のポスター掲出スペースには、地域のイメージを凹凸を付けた壁面に表現した「メディアウオール」を設置した（各駅ごとにモチーフが異なる）。一部の出入口は「7号タイプ出入口」と呼ばれる、ガラスを多用した特徴的なデザインを採用した。
さらに赤羽岩淵・志茂・王子・駒込の各駅コンコースには「ふれあいコーナー」を設け、休憩用の椅子やテーブル、給茶機（のちに撤去）を設置していた。その後の路線延伸で、本駒込・東大前・溜池山王・麻布十番の各駅においても同様のスペースが設けられたが、後の改装等により現在は本駒込・東大前・溜池山王の3駅に残るのみである。
南北線の最初の区間である駒込 - 赤羽岩淵間の開業時、他の営団地下鉄路線とまったく連絡のない独立路線だったため、前述の都内の地下鉄では初めてのワンマン運転・ホームドア設置に加え、各種の実験的な試みがなされている。後のパスネットの基となるプリペイド式乗車カード「NSメトロカード」（1996年に「SFメトロカード」へ移行）を当初から導入した。

### 新しい技術の導入

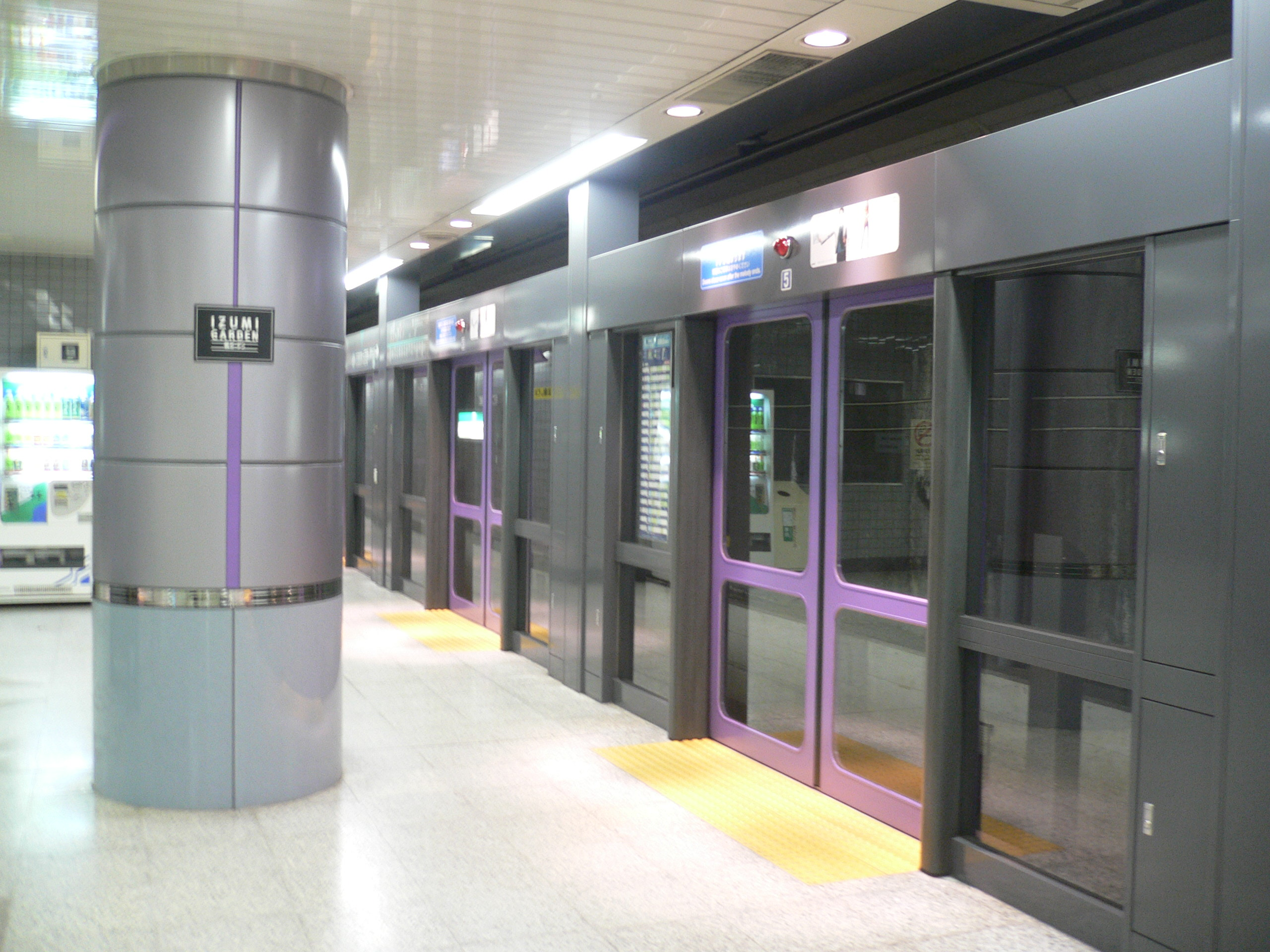
六本木一丁目駅のホームドア

前述のコンセプトに基づき、全線でATOによる自動運転とワンマン運転を実施しており、全駅にホームドアシステムを装備する。2015年現在東京地下鉄では唯一の天井までほぼ完全にホームを被う川崎重工業製半密閉式フルスクリーンタイプ（ホームドアの戸閉機械はナブテスコ製）を採用した路線である。ただし東急管理の目黒駅のみ東急目黒線や東京メトロ他線と同様に可動式ホーム柵（京三製作所製）を採用している。
ホームドアの開口幅は、ATO装置の定位置停止精度を± 350 mmとしていることから、最大の誤差を考慮した車両のドア幅である1,300 mmより700 mm広い2,000 mmとしている。当初計画では、耐用年数15年以上、500万回のドア開閉に耐えられる強度としている。

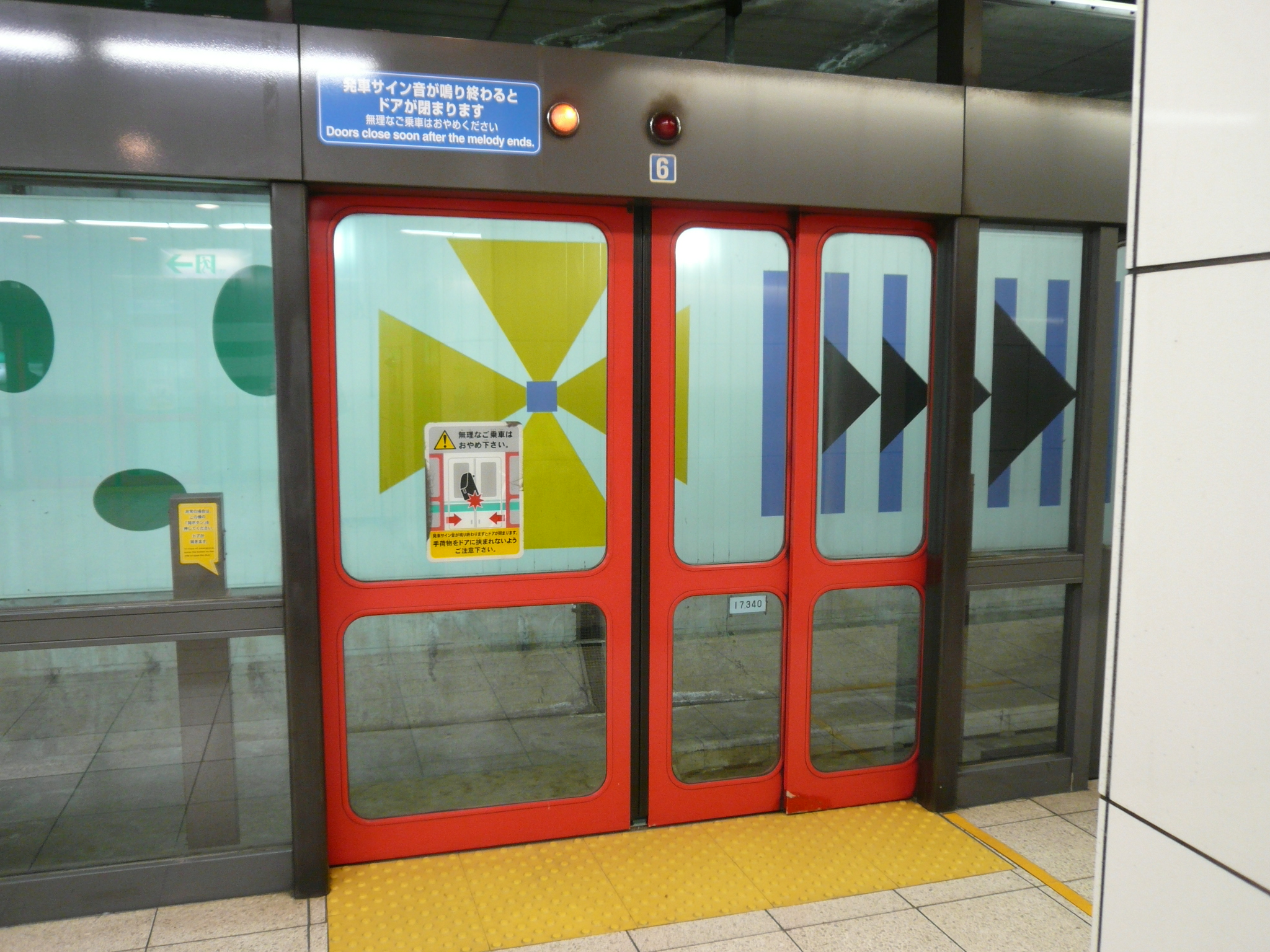
乗務員用扉付近のホームドア

ホームドアの開閉は左右扉がおのおのスライドする。ただし、先頭および最後尾車両の乗務員室寄りのドア片側は乗務員用扉との干渉を防ぐため2段スライドし開扉時の収納幅が約半分となる。
各駅のプラットホームは、8両化に対応できるよう延長170 mが確保されている。ただし、白金台・白金高輪・溜池山王・永田町・四ツ谷の各駅は当初より8両分のホームを供用済みなのに対し、これ以外の駅は一部を除き6両分しか供用せず、ホーム延伸工事の実施までは封鎖する形となった。
本路線の変電所は（赤羽岩淵）・王子・駒込・新後楽園・新四ツ谷・東六本木・白金の7か所（赤羽岩淵変電所は8両化時に設置予定とされていた。ただし、2023年時点でも変電所は未開設）であり、8両編成による2分30秒運転にも対応できる。白金変電所以外は、駅構内に設置している。このうち王子変電所には営団初の電力回生用インバータを設置し、新四ツ谷・白金変電所にも電力回生用インバータを設置している。

### 路線建設
各駅区間は泥水加圧式シールド工法で建設されており、ほとんどの区間が複線シールド構造を採用しているが、一部区間では単線シールド構造を採用している。また、駅部は基本的に開削工法によって建設されているが、白金台駅および永田町駅は駅シールド工法によって建設された。永田町駅はメガネ形駅かんざし桁工法と呼ばれる単線シールドトンネル間にホームを建設し、「かんざし桁」を用いて両ホームを接続する工法を用いている。
本路線の建設にあたっては、計22台のシールドマシンが使用された。建設費用を削減するため、志茂 - 赤羽岩淵間の建設では有楽町線辰巳三工区（辰巳 - 新木場間）で使用したシールドマシンを再利用したほか、南北線溜池山王 - 永田町間で使用した複線シールドマシンを白金高輪駅の2本の引き上げ線部の掘削に再利用した。
特に白金台駅および麻布十番駅付近の建設ではシールドトンネル掘削において「世界初」、「世界最大」となる技術を採用した。
白金台駅の建設では世界初となる「着脱式泥水三連型駅シールド工法」を採用した。これは白金高輪駅 - 白金台駅にある白金換気所の立坑から複線シールドトンネルを掘削し、白金台駅部手前で両端に駅シールドマシンを装着し、三連形駅シールド機に改造して白金台駅部を掘削、駅終端部で複線シールド機に復元し、また複線シールド機として次の目黒駅まで掘削するものである。
また、白金高輪駅 - 麻布十番駅の掘削では複線の本線と留置線（麻布十番駅付近にある留置線・3線区間 363.8 m）を3線同時に掘削する大断面シールド工事に世界最大（当時）の「抱き込み式親子泥水シールド工法」を採用した。これは3線シールド機（親機・外径：14.18 m）に複線シールド機（子機・外径：9.70 m）を内蔵したもので、麻布十番駅付近の留置線を3線シールド機で掘削し、その後は子機を使用した複線シールド機により白金高輪駅まで掘削を行うものである。
この2つの技術を採用したことで、経済性に優れ、また環境保全対策に優れたものとして社団法人土木学会より平成10年度技術賞を受賞し、高く評価された。

## 沿革
- 1962年（昭和37年）
  - 6月8日：都市交通審議会答申第6号において第7号線が答申され、8月29日の建設省告示により都市計画第7号線として、正式に決定する[5]。
  - 10月16日：第7号線、目黒 - 赤羽町（桐ケ丘）間約22.5 kmの地方鉄道敷設免許を申請[5][34]。都市計画路線上は岩淵町（現・赤羽岩淵）が終点であるが、車両基地への引込線を旅客営業するため、桐ケ丘（赤羽町5丁目）まで申請を行ったものである[5]。
- 1964年（昭和39年）6月4日：東京都も第7号線、目黒 - 赤羽間約21.0 kmの地方鉄道敷設免許を申請したため[5][注 13]、競願状態となる。
- 1972年（昭和47年）
  - 10月23日：東京都が第7号線、目黒 - 赤羽間約21.0 kmの地方鉄道敷設免許の申請を取り下げ。
  - 10月24日：答申第15号を受けて第7号線は埼玉県方面への延伸が確定したため[6]、1962年（昭和37年）に申請した区間とは実情がそぐわないことから、免許申請経由地を一部変更する追伸を行う[6]。これは永田町 - 麹町 - 市ケ谷間は有楽町線と並行する計画であったが[35]、丸ノ内線の混雑緩和を図るため、通過区間を永田町 - 四ツ谷 - 市ケ谷間に変更するものである[35]（この後の動きは後述の「#西が丘車両基地計画と反対運動」を参照）。
- 1983年（昭和58年）3月31日：車両基地の建設を予定していた桐ケ丘地区における建設反対運動の影響から[8]、既申請区間を目黒 - 岩淵町間21.0 kmに変更して免許申請の追伸をする[8]。車両基地を当初予定の西が丘（後に赤羽西）から神谷堀（現在の王子検車区）に変更したことにより、終点を岩淵町に変更した[35]。
- 1984年（昭和59年）4月20日：第7号線、目黒 - 岩淵町間の地方鉄道免許が交付される[20][8]。
- 1986年（昭和61年）
  - 1月21日：駒込 - 岩淵町間の建設工事が認可[9][20]。
  - 2月1日：駒込 - 岩淵町間の建設工事に着手[9][20]。
- 1988年（昭和63年）8月5日：溜池 - 駒込間の建設工事が認可[9][20]。
- 1989年（平成元年）4月5日：溜池 - 駒込間の建設工事に着手[9][20]。
- 1991年（平成3年）
  - 4月5日：目黒 - 溜池間の建設工事が認可[36][20]。
  - 6月27日：第7号線を「南北線」という路線名称にすることを発表[20]（正式決定は7月1日[14]）。
  - 11月22日：目黒 - 溜池間の建設工事に着手[36]。
  - 11月29日：駒込 - 赤羽岩淵間 (6.3 km) 開業[37][20]。9000系4両編成での運転[37][20]。
- 1993年（平成5年）8月27日：台風11号による集中豪雨により建設中の市ヶ谷駅構内が冠水する[38]。
- 1995年（平成7年）3月20日：地下鉄サリン事件の影響で午前の運転を休止、午後から再開。
- 1996年（平成8年）
  - 2月3日：6両編成の運転を開始[39][40]。
  - 3月26日：四ツ谷 - 駒込間 (7.1 km) 開業[新聞 1][39][41]。
- 1997年（平成9年）9月30日：溜池山王 - 四ツ谷間 (2.2 km) 開業[報道 5][42]。
- 2000年（平成12年）9月26日：目黒 - 溜池山王間 (5.7 km) 開業（全線開通）[報道 6][報道 7][新聞 2]。東急目黒線と相互直通運転開始[報道 8][報道 7][新聞 2]。
  - これに伴うダイヤ改正は9月22日に実施され、9月25日までは「予行運転」として新規開業区間は回送列車として運転。そのため9月22日より9000系が東急目黒線の営業列車に、東急3000系が南北線の営業列車にそれぞれ使用開始。
- 2001年（平成13年）3月28日：埼玉高速鉄道線と相互直通運転開始[報道 9][報道 10]。
- 2004年（平成16年）4月1日：帝都高速度交通営団の民営化により東京地下鉄（東京メトロ）に承継[報道 11]。
- 2008年（平成20年）6月22日：東急目黒線武蔵小杉 - 日吉間延伸開業に伴って、相互直通運転を日吉まで延長[報道 12][報道 13]。
- 2012年（平成24年）
  - 3月30日：本駒込駅 - 赤羽岩淵駅間で携帯電話の利用が可能となる[報道 14]。
  - 8月30日：後楽園駅 - 本駒込駅間で携帯電話の利用が可能となる[報道 15]。
  - 9月13日：市ケ谷駅 - 後楽園駅間で携帯電話の利用が可能となる[報道 16]。
- 2013年（平成25年）3月21日：目黒駅 - 市ケ谷駅間で携帯電話の利用が可能となる[報道 17]。
- 2015年（平成27年）3月10日 - 3月13日：全駅統一で使用されていた発車サイン音を、白金台 - 赤羽岩淵間各駅でそれぞれ異なるものへ変更[報道 18]。
- 2022年（令和4年）
  - 1月28日：品川 - 白金高輪間約2.5 kmの鉄道事業許可を国土交通大臣に申請[報道 19]。
  - 3月28日：国土交通大臣が品川 - 白金高輪間約2.5 kmの第一種鉄道事業を許可[報道 20][報道 21]。
  - 4月1日：8両編成の運転を開始[報道 22][43]。
- 2023年（令和5年）
  - 3月18日：東急目黒線を経由して東急新横浜線・相鉄線と相互直通運転開始[報道 23][報道 24][報道 25][報道 26][報道 27][報道 28][報道 29]。
  - 12月16日：9000系の8両編成の運転を開始[報道 30]。
- 2024年（令和6年）11月5日：品川 - 白金高輪間約2.5 kmの工事着手[報道 31]。

### 北区の地下鉄誘致運動
1959年（昭和34年）時点で、国鉄（当時）赤羽駅の1日あたりの乗降客数は10万人を超えており、さらに旧軍用地跡には公営団地の建設が進められており、さらなる乗降客数の増加が見込まれていた。混雑解消のため、北区は赤羽駅に地下鉄の誘致を始めた。
都市交通審議会答申第1号に基づいて、1957年（昭和32年）6月17日に告示された建設省告示第835号により、都市計画第5号線（→東西線）が「中野駅 - 高田馬場駅 - 戸塚町 - 飯田橋駅 - 大手町 -日本橋 - 茅場町 - 門前仲町 - 東陽町に至る本線」と「大手町 - 神保町 - 水道橋駅 - 春日町 - 白山 - 巣鴨駅 - 西巣鴨 - 板橋駅 - 下板橋に至る分岐線」に改訂された。
北区は、後者の5号線分岐線を下板橋から赤羽駅まで延長させ、さらに第5号線の車両基地施設は当時未定であった。第5号線の建設を予定していた営団地下鉄は、北区が旧TOD第一地区を車両基地用地として払い下げることに協力するならば、第5号線の赤羽駅への延長が可能であると返答した。さらに隣接する板橋区も地下鉄誘致運動に加わり、大蔵省、関東財務局、営団地下鉄に地下鉄の誘致と旧TOD第1地区の車両基地用地への払い下げを強く要望した。
しかし、1960年（昭和35年）末に東京都議会が第5号線の分岐線は東京都が建設するべきとして、これに営団地下鉄が反発したことから、地下鉄誘致計画は中断することとなった。この間も、北区は大蔵省、関東財務局に対して車両基地用地の払い下げを要望したが、建設をめぐって営団地下鉄と東京都が対立していることから、判断は保留とされた。
その後、1962年（昭和37年）6月8日の都市交通審議会答申第6号において、第5号線の分岐線 大手町 - 下板橋間は都営地下鉄（東京都交通局）6号線（→三田線）の一部として切り離され、新たに7号線が「目黒方面より飯倉片町、永田町、市ケ谷、駒込及び王子の各方面を経て赤羽方面に至る路線」と制定されたことで、北区の地下鉄誘致運動は第7号線へと変わった。しかし、都市交通審議会答申第6号では第7号線は1970年（昭和45年）着工、1975年（昭和50年）完成とされており、目黒から岩淵町間に加えて営団地下鉄や地元は桐ケ丘まで延伸し、旧TOD第1地区を転用した西が丘車両基地を設けることを考えていた（後述）。
さらに1975年（昭和50年）完成予定では遅すぎるということで、北区は早期着工の要望を行い、第7号線は1964年（昭和39年）には着工されるのではないかとの報道もあった。しかし、北区の期待とは裏腹に、第7号線においても建設をめぐって営団地下鉄と東京都が対立し、また地下鉄の車両基地を予定していた旧TOD第1地区の払い下げは難航した。

### 西が丘車両基地計画と反対運動
1962年（昭和37年）に免許申請を行った地下鉄7号線（南北線）が、建設工事の着手まで20年以上を要したのは、当初北区西が丘に建設を予定していた西が丘車両基地が原因である。車両基地問題が起きた当時は「南北線」の路線名称は決定しておらず、本節では当時呼ばれていた「地下鉄7号線」の路線名称を用いる。
地下鉄7号線最初の計画では、岩淵町（現在の赤羽岩淵駅）から南西方向に向かい、東京陸軍兵器補給廠（TOD）専用線跡（現在の赤羽緑道公園など）を引き込み線（延長2.2 km）として経由して、北区西が丘3丁目にある国立西が丘サッカー場横の敷地（旧TOD第一地区）に車両基地を建設する計画であった。引き込み線の途中、桐ケ丘（北区赤羽台・法善寺墓苑付近）には駅を設ける予定であった。そこから西が丘地区までは車両基地への完全な引き込み線である（非営業線）。地下鉄7号線の計画当初から、営団は一帯の敷地約60,000 m2は車両基地用地として計画していたが、前述した東京都との路線免許競願の10年間にサッカー場などの諸施設が建設され、残る用地は約26,000 m2となっていた。
1973年（昭和48年）2月12日、この地区の住民へ事前に何ら告知もなく営団は車両基地建設のため、引き込み線（岩淵町駅 - 桐ケ丘間）を含めた周辺の測量説明会を実施すると発表した。建設にあたっての立入測量許可自体は、土地収用法第12条に基づき1972年（昭和47年）11月6日から1974年（昭和49年）11月5日までの2年間で、東京都知事から許可が下りていた。1972年（昭和47年）10月31日、営団は北区長に対し、立入測量を行うことを通告していた。しかし、測量説明会直前まで車両基地計画は住民には伏せられていた。
元々、この地区は30 cmも掘れば水が出てくるような非常に軟弱な地盤地帯で、地盤沈下が激しく、台風が来ればがけ崩れが多発するような場所であった。このような場所に大規模な掘削作業を行う車両基地を建設すれば、周辺の住環境に大きな影響（地下水位の変動による地盤沈下・がけ崩れなど）を及ぼすことや、車両基地予定地は災害時の広域避難場所に指定されており、万が一の際には避難場所を失うとの理由で、周辺住民から大きな反対運動が起こった。
反対運動が発生したことから、北区と営団は話し合いを行い、同年5月に車両基地は完全地下構造とすること、車両基地の地上部の施設は100坪（330.579 m2・換気口と資材搬入口）に縮小し、代わりに引き込み線上に車両基地の事務所などを建築する案を提案したが、住民の納得を得られるものではなかった。
同年6月になると計画場所は移転して、陸上自衛隊十条支処武器補給処赤羽地区跡地（旧TOD第二地区）約33,000 m2に、地下2層構造・230両収容の大規模な車両基地（整備工場を含む）を建設する方針となった（現在は赤羽自然観察公園となっている場所）。車両基地用地約33,000 m2のうち、約10,000 m2は車両搬入口、油庫、換気口などが占め、残り23,000 m2は覆土して住民への公園・避難場所とすることが計画されていた
。引き込み線上に予定していた事務所棟の施設も、旧陸上自衛隊敷地内に収容される計画となった。特に理由を開示せず、計画を二転三転するようなことも、住民のさらなる不信を招いた。 ただし、この案は直接車庫への入出庫はできず、都営浅草線馬込車両検修場のように、引き上げ線で西が丘地区までいったん折り返してから入出庫する構造となる。
1974年（昭和49年）7月29日に、北区議会交通対策特別委員会が地下鉄7号線現在計画（西が丘車両基地計画）を採択したことから、同年10月に免許が下りる寸前まで至った。8月28日、地下鉄7号線は運輸大臣から運輸審議会に諮問され、8月28日 - 9月11日の期間で告示された。この14日の告示期間内に反対意見があった場合、利害関係者は公聴会を開くことを要求できると定められている。しかし、反対住民はこのことを知らず、告示期間を過ぎた10月23日、運輸審議会に公聴会の開催要求と開催要求の署名1,171名分を提出した。公聴会の開催要求があったことから、運輸省が営団へ地下鉄7号線の免許交付を止めることに成功した。
営団は前2年間の立入測量許可が切れることから、同年秋に測量許可の再申請を行っており、期間は1974年（昭和49年）11月6日から1977年（昭和52年）11月5日までの3年間となった。
しかし、1975年（昭和50年）2月5日、建設反対派の住民（原告 1,077名・のちに72名）が東京都知事（当時は美濃部亮吉）が許可した営団の立入測量許可の取り消しを求めて、東京地裁に訴訟を起こした。1977年（昭和52年）7月5日、東京地裁は「立入測量は工事の準備のためで、具体的な地下鉄工事を許可したものではない」との理由で住民側の訴えを棄却した。住民側は判決を不服として控訴した。
その間、1977年（昭和52年）11月5日に営団が申請した3年間の立入測量の許可が切れる。営団は立入測量許可の再々申請を見送ったことから、西が丘車両基地計画は断念、事実上の住民側勝利となった。東京高裁での控訴審判決は1978年（昭和53年）3月29日、既に営団が測量を断念していることから、争う理由がないとの理由で控訴棄却となった。なお、この訴訟は裁判に勝つことよりも、住民の反対運動の強さを運輸省に働きかけることで免許交付を止める、さらに営団および北区に対して車両基地計画を断念させることが目的であったとされる。
北区は1975年（昭和50年）から1976年（昭和51年）にかけて、運輸省や営団に地下鉄7号線の状況聴取を行っているが、「オイルショックによる国の政策転換、営団地下鉄の計画不備、住民の反対訴訟があり、路線免許を下ろせない」と回答している。また、営団は資金繰りの関係から同時に2路線の建設を行っているが、地下鉄8号線（有楽町線）は1980年（昭和55年）、地下鉄11号線（半蔵門線）は1979年（昭和54年）に開業予定のため、地下鉄7号線は1979年（昭和54年）まで計画休止とされた。

#### 車両基地計画の撤回へ
営団の立入測量許可の再々申請を見送ったことで、車両基地計画自体が撤回されたわけではなかった。
その後、住民が法務局で車両基地及び引込線用地を調べたところ、引込線建設予定地には公園用地として整備されなければならない官地があることを突き止めた。さらに引込線用地は国鉄の所有であるが、北区は住民への公園用地を国鉄関連会社の潤生興業（→旭工業社と合併して旭潤生工業→現在は「交通建設」に称号変更）に資材置き場として無償使用させていた。
1981年（昭和56年）9月9日に住民ら140人は、北区と東京都に対して「引込線沿線の公園用地を国鉄関連会社に無断で使用させている件について」住民監査請求を申し立てる。申し立ては翌10月5日に受理されたが、北区は住民が監査請求した翌々日（9月11日）に潤生興業へ資材を片付けさせており、監査はその後に行ったことから「問題はない」、「北区は財産上の損害を被っていない」として、住民の申し立てを却下した。
ただし、住民（地下鉄七号線車庫及び引込線建設反対連合会）はこうなることを予想しており、1981年（1981年）12月15日に資材置き場として使用していた証拠を取り揃えて東京地方裁判所に訴訟を起こした。そして1983年（昭和58年）6月22日、元北区長の小林正千代より東京地裁を通して「区長が変わった」、「監査請求により公園は木が植えられ、公園としての形が整った」として和解を勧告してきた。和解の条件として「北区は公園の管理が悪かったことを認める」、「使用していた会社から使用料（30万円）を出させる」など、北区の非を認める内容であった。
同年7月27日、住民（地下鉄七号線車庫及び引込線建設反対連合会）が「裁判所が住民の勝利を認めている」、「区も手落ちがあったことを表明している」として、和解提案を受け入れた。北区、営団は裁判結果を受け入れざるを得ず、引込線及び車両基地計画は撤回された。住民（地下鉄七号線車庫及び引込線建設反対連合会）は9月18日に勝利報告大集会を開催、その7か月後にようやく地下鉄7号線の路線免許が営団に交付された。
その間、1980年（昭和55年）9月11日に地下鉄7号線建設促進を要望する北区住民が14万人の署名を以って、運輸大臣に陳情を行った。1982年（昭和57年）3月29日、営団は一時中断していた地下鉄7号線について、従来の計画を見直したうえで建設を行うと回答。同年6月1日、「地下鉄七号線車庫及び引込線建設反対連合会」は建設反対署名1,704人分を運輸省へ提出した。同年9月8日、北区長及び北区議会が北区神谷堀公園地下に小規模な車両基地を建設することを承諾した。
西が丘車両基地計画が撤回されたことから、代替に北区神谷堀公園地下に小規模な車両基地（現在の王子検車区）を建設することで、ようやく地下鉄7号線建設計画が進むこととなった。住民の反対運動により、公共事業を計画撤回に追い込んだ事例は極めて珍しい。

### 営団地下鉄の計画
営団は地下鉄7号線建設のため、1973年度（昭和48年度）から1976年度（昭和51年度）にかけて建設予算を組んでいる。
1973年度（昭和48年度）
目黒 - 桐ケ丘間の建設は1974年（昭和49年）9月に着工、1979年（昭和54年）3月開業予定で、本年度から車両基地用地の取得をするとしていた。建設費用として、17億7,705万円の予算を計画したが、建設の実績はない。
1974年度（昭和49年度）
建設費用として52億7,622万9,000円を計画し、31億6,900万円が認められる。
目黒 - 桐ケ丘間の建設は1976年（昭和51年）9月に着工、1981年（昭和56年）3月開業予定で、本年度は建設工事のための調査・設計などの準備および車両基地用地の取得と一部土木工事に着手する計画であった。後に用地取得と土木工事の着手は見送ったことから、最終的な建設費用は5,000万円に縮小している。ただし、建設の実績はない。
1975年度（昭和50年度）
建設費用として86億8,958万8,000円を計画し、車両基地用地の取得費用として26億円が認められる。
目黒 - 桐ケ丘間の建設は1977年（昭和52年）4月の着工予定で、車両基地用地の一部を取得するとしていたが、建設の実績はない。
1976年度（昭和51年度）
建設費用として70億8,841万1,000円を計画するが、地下鉄7号線は路線免許取得の見通しがたたないことから、予算は認められなかった。
同年度以降、建設予算がつかないことから、地下鉄7号線の建設計画は事実上の計画凍結となった。次に地下鉄7号線の建設予算が認められるのは、路線免許取得後の1985年度（昭和60年度）である。

## 運賃計算の特例
目黒 - 白金高輪間は東京都交通局が第二種鉄道事業者となり、都営三田線と共用で営業している。このため、運賃計算方法も同区間については東京地下鉄・東京都交通局間の協議により以下のように定められている。
1. 目黒駅 - 白金高輪駅 - 麻布十番駅以遠
  - 東京メトロの運賃が適用される。
2. 目黒駅 - 白金高輪駅 - 三田駅以遠
  - 都営地下鉄の運賃が適用される。
3. 目黒駅 - 白金高輪駅相互間の場合
  - 東京メトロ・都営地下鉄のうち利用者に有利な扱いをする特定区間となっている。現行では普通運賃は東京メトロ・都営地下鉄とも同額（IC178円、切符180円）[注 22]であるが、定期券に関しては両社局で割引率が異なるため、区間や種類によりいずれか低廉となる側の定期運賃が適用される[注 23][71]。また、この区間は都営三田線の一部として、「東京都シルバーパス」「都営まるごときっぷ」などの都営地下鉄で有効な乗車券での利用が可能である（他の東京メトロ線には不適用）[72]。

## 運行形態
| 路線＼駅名 | 路線＼駅名 | 東急線 直通          | 東急線 直通          | 目黒                 | …                    | 白金高輪 | …         | 赤羽岩淵  | 埼玉高速鉄道線 直通  |
| ---------- | ---------- | -------------------- | -------------------- | -------------------- | -------------------- | -------- | --------- | --------- | -------------------- |
| 運行 本数  | 南北線     | 東急線内 急行        | ←新横浜              | 1本                  | 1本                  | 1本      | 1本       | 1本       | 浦和美園→            |
| 運行 本数  | 南北線     | 東急線内 急行        | ←新横浜              | 1本                  | 1本                  | 1本      | 1本       | 1本       | （赤羽岩淵折り返し） |
| 運行 本数  | 南北線     | 東急線内 各停        | ←新横浜              | 1本                  | 1本                  | 1本      | 1本       | 1本       | 浦和美園→            |
| 運行 本数  | 南北線     | 東急線内 各停        | ←新横浜              | 1本                  | 1本                  | 1本      | 1本       | 1本       | （赤羽岩淵折り返し） |
| 運行 本数  | 南北線     | 東急線内 各停        | ←日吉                | 1本                  | 1本                  | 1本      | 1本       | 1本       | 浦和美園→            |
| 運行 本数  | 南北線     | 東急線内 各停        | ←日吉                | 1本                  | 1本                  | 1本      | 1本       | 1本       | （赤羽岩淵折り返し） |
| 運行 本数  | 南北線     | （白金高輪折り返し） | （白金高輪折り返し） | （白金高輪折り返し） | （白金高輪折り返し） | 2本      | 2本       | 2本       | 浦和美園→            |
| 運行 本数  | 南北線     | （白金高輪折り返し） | （白金高輪折り返し） | （白金高輪折り返し） | （白金高輪折り返し） | 2本      | 2本       | 2本       | （赤羽岩淵折り返し） |
| 運行 本数  | 三田線     | 東急線内 急行        | ←海老名              | 2本                  | 2本                  | 2本      | 西高島平→ | 西高島平→ | 西高島平→            |
| 運行 本数  | 三田線     | 東急線内 各停        | ←日吉                | 4本                  | 4本                  | 4本      | 西高島平→ | 西高島平→ | 西高島平→            |

目黒駅から東急目黒線・東急新横浜線を経由し相鉄新横浜線の西谷駅より相鉄本線の海老名駅及び相鉄いずみ野線の湘南台駅まで、赤羽岩淵駅から埼玉高速鉄道線（埼玉スタジアム線）の浦和美園駅までそれぞれ相互直通運転を実施している。また、先述の通り白金高輪駅 - 目黒駅間は都営三田線との共用区間のため、三田線の列車も走行する。そのため、白金高輪駅発着の列車は同駅で都営三田線の東急目黒線直通列車と接続するようになっており、また逆の列車もある。東急線直通列車については、東急線内での列車種別（各駅停車、急行）で案内している。
2006年9月25日より東急目黒線直通列車の一部が東急線内にて急行列車としての運行を開始したが、その後も南北線（および相互直通運転をしている埼玉高速鉄道線）内は全列車が各駅停車となっている。なお、南北線内での種別表示については目黒方面行きの急行列車のみ行われ、当初は各駅停車においては行先のみ表示されていたが、2018年頃より一部列車で「各停」「各駅停車」と種別も表示するようになった。2019年9月時点ではすべての列車で「各停」「各駅停車」と表示されている。
2009年6月6日より埼玉高速鉄道線の日中ダイヤがパターン化されたことに伴い、日中は鳩ヶ谷駅・浦和美園駅発着の列車が交互に運転されるようになった。また、これに伴い、日中に鳩ヶ谷駅発着の急行列車が運転されるようになった。
2017年3月25日より夜間の列車を中心に埼玉高速鉄道線に直通せずに赤羽岩淵駅で目黒方面に折り返す運用が数往復設定され、その後2018年3月30日より日中時間帯の一部列車にも赤羽岩淵駅で目黒方面へ折り返す運用が増え、2019年3月16日より日中の半数が赤羽岩淵駅で目黒方面に折り返すようになった。
目黒駅に到達する列車は、すべて東急目黒線に乗り入れていたが、2021年3月13日より最終電車に限り、目黒駅を終着とする列車が設定されている。

### 6両編成化・8両編成化
四ツ谷駅延伸開業を控えた1996年2月3日（休日ダイヤ運転日）より4両編成から6両編成での運転を開始した。
当時の駒込駅 - 赤羽岩淵駅間のダイヤでは休日ダイヤでの運用本数が最も少なく、終日4本運用であった。そこで、2月3日から新規開業用に6両編成で新製した第09 - 13編成と4両から6両編成化した予備車両を用いて営業線用の車両を6両編成に置き換え、4両編成の車両は6両編成化の組み換え後に、順次営業運転に復帰させるという形がとられた。
なお、当初の予定では目黒駅への延伸開業時に8両編成化をする計画であった。しかし、当初の利用者数の見込みが53万人であったのに対し、全線開業時の利用者数が半分以下の26万人程度と想定を大きく下回ったため、8両化に難色を示し、需要動向や運転計画の見直しを行い、当面は6両編成で運用することとなった。
東京メトロでは2019年3月に、南北線を2022年度までに8両編成対応とすることを発表しており、同年9月には自社車両の一部編成を8両化することが報道された。この時の対応工事の内容では、先頭車および編成全体が1次車（および試作車）の編成で既に大規模改修工事を実施した第01編成より第08編成までは対象外となり、また対象外編成は従来通り6両編成のままで残して新横浜駅までの運用に留めるものの、編成全車が2次車以降となっている第09編成以降最終編成までは8両編成化を実施する予定で、中間車を15編成30両分を新たに製造し、2次車以降のB修工事の際に相鉄線直通対応工事も同時に施工する予定としていたがこれは中止となった。
2023年3月18日の相鉄線への直通運転を開始に向けて、2022年4月1日（平日ダイヤ運転日）から8両編成化が開始され、当初は東急所属の1編成が8両となり、2023年までに東急車は全面的に8両編成となった。2023年に新たに直通運転を開始した相鉄車は全列車が8両編成となっている。
2023年12月13日、東京メトロ9000系の最初の8両編成が12月16日に営業運行を開始した。同時に、当初は8両化の対象（第09編成以降の15編成）とされていた5次車（第22・23編成）がこの発表で構想外となることが明らかになった。

### 臨時列車など
主に行楽日となる休日を中心に臨時列車「みなとみらい号」が横浜高速鉄道みなとみらい線元町・中華街駅と埼玉高速鉄道線浦和美園駅の間に運転されていた。これには東急車が運用に就き、メトロ車両は運用されていない（2007年春の運転分までは埼玉高速車が充当された）。
2006年8月運転分までの停車駅は、当線と埼玉高速鉄道線・東急目黒線内が各駅停車、東横線とみなとみらい線が急行運転だったが、東急目黒線が急行運転を開始した後の同年12月運転分からは当線と埼玉高速鉄道線内が各駅停車、東急目黒線・東横線とみなとみらい線内が急行運転になった。
なお、白金高輪駅で都営三田線高島平駅からの「みなとみらい号」と接続する、白金高輪行きの臨時列車「みなとみらいリレー号」として運転されたこともあった。この運用には東京地下鉄の9000系が使用された。
また、2006年まで東京湾大華火祭の開催日にも有楽町線の新木場駅へ直通する臨時列車「レインボー号」が運転されていたが、こちらは9000系の転落防止器具取り付け車が運用にあたっていた。
埼玉スタジアム2002でサッカーの試合開催時は、通常は赤羽岩淵や鳩ヶ谷駅発着の列車を浦和美園駅発着への変更、浦和美園駅発の市ケ谷駅や麻布十番駅で折り返す臨時列車の増発が行われ、こちらは埼玉高速鉄道の公式ホームページに臨時列車の運転日と時刻が掲載される。

## 車両

### 自社車両
- 9000系（6・8両編成）
  - 独自の車載メロディ（詳細後述）と2段表示式LEDによる車内案内表示装置が設置されている。なお、5次車（9122F・9123F）とB修工事施工車（9101F - 9110F・9112F・9115F）の車内案内表示装置は、液晶ディスプレイに変更された。

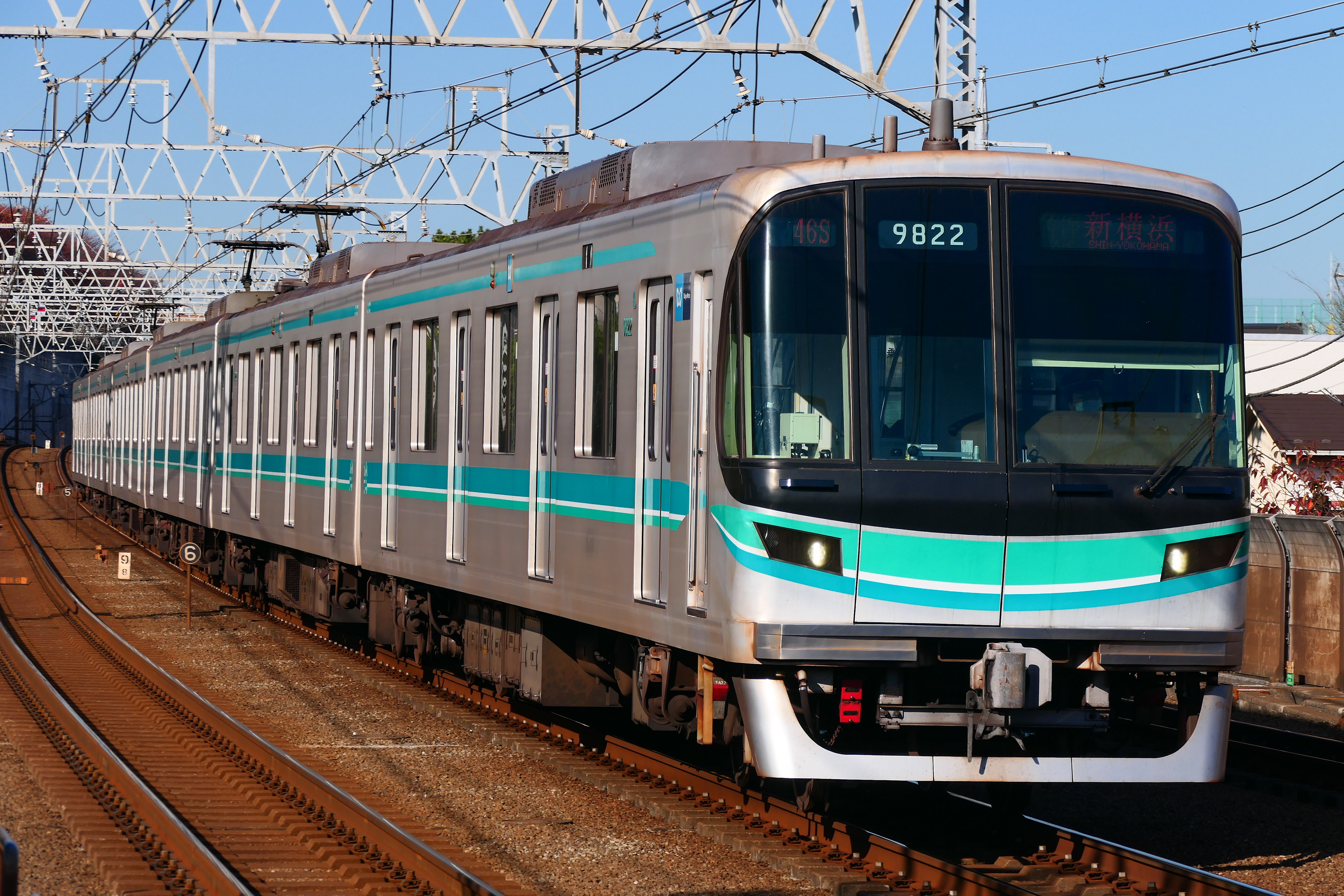
9000系（5次車）
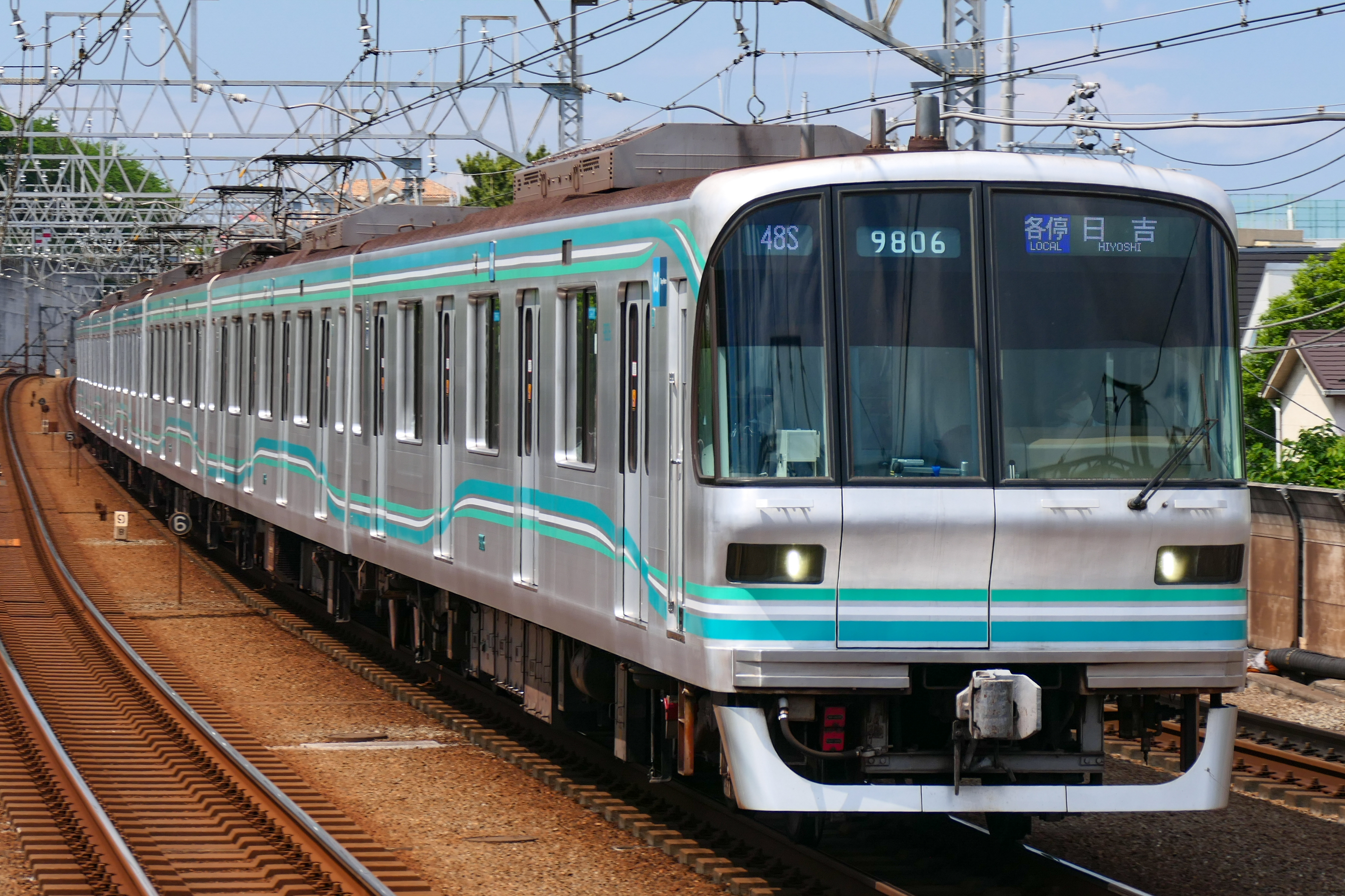
9000系（1 - 4次車 B修工事施工車）
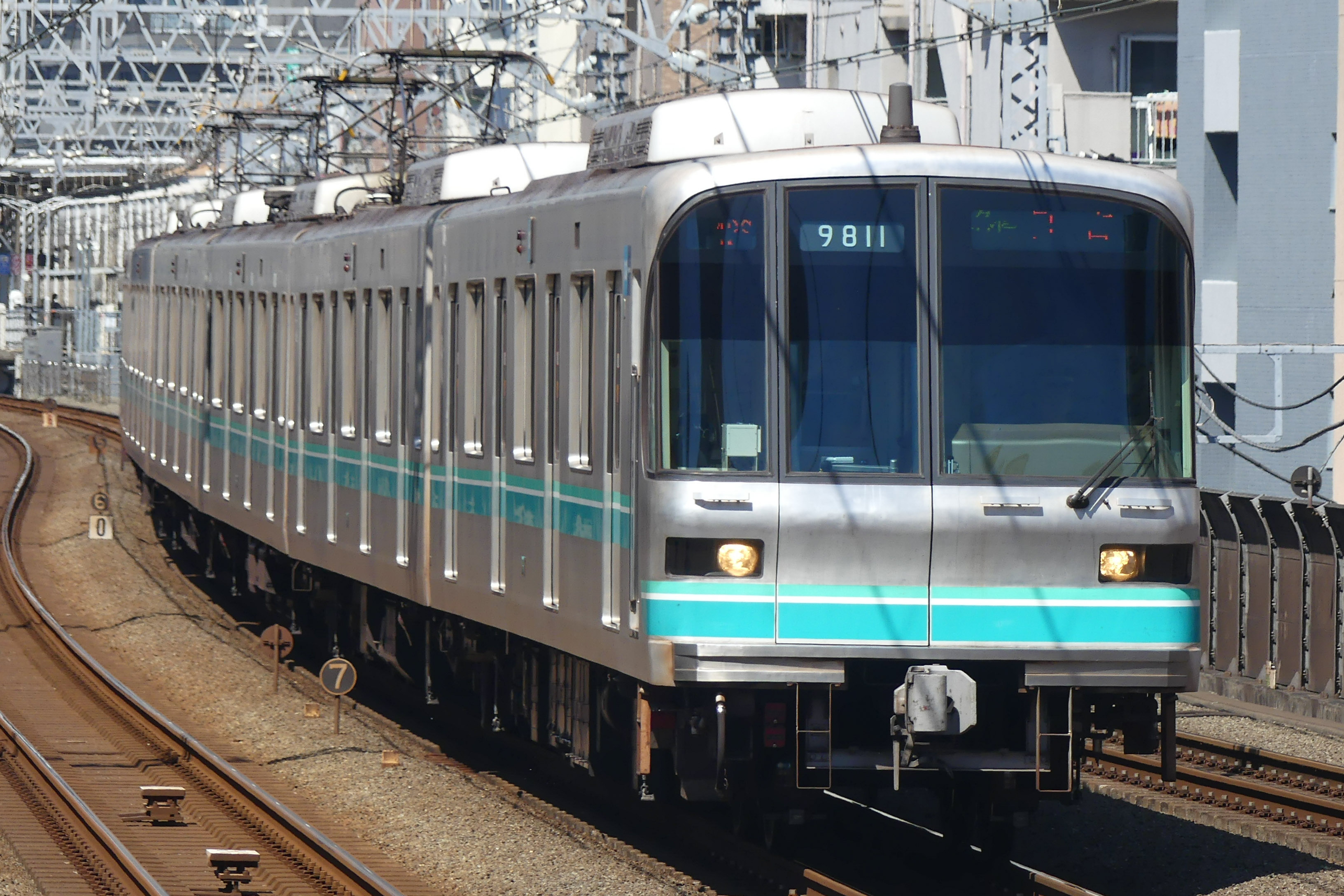
9000系（1 - 4次車）

### 乗り入れ車両
東急電鉄

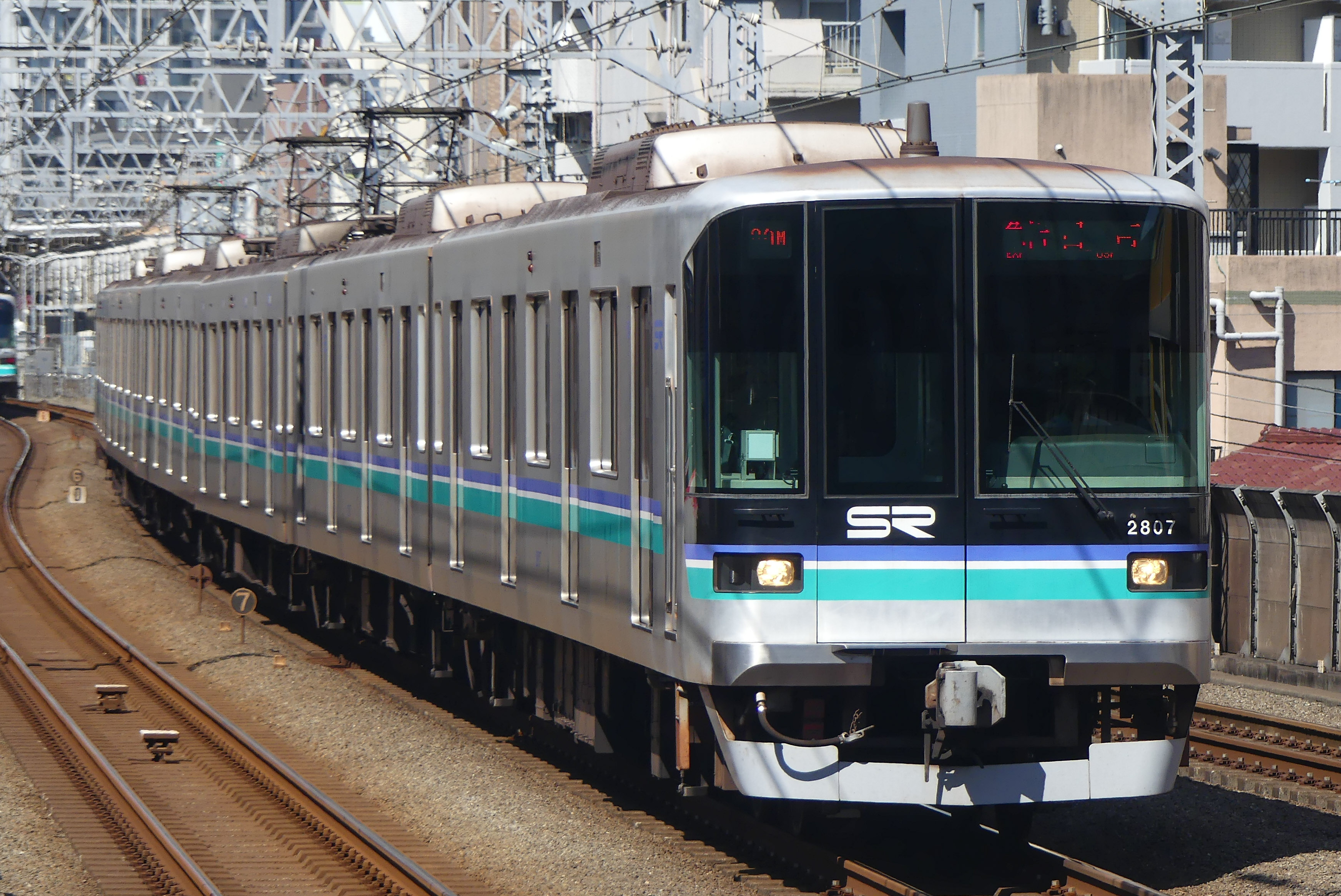
3020系（8両編成）

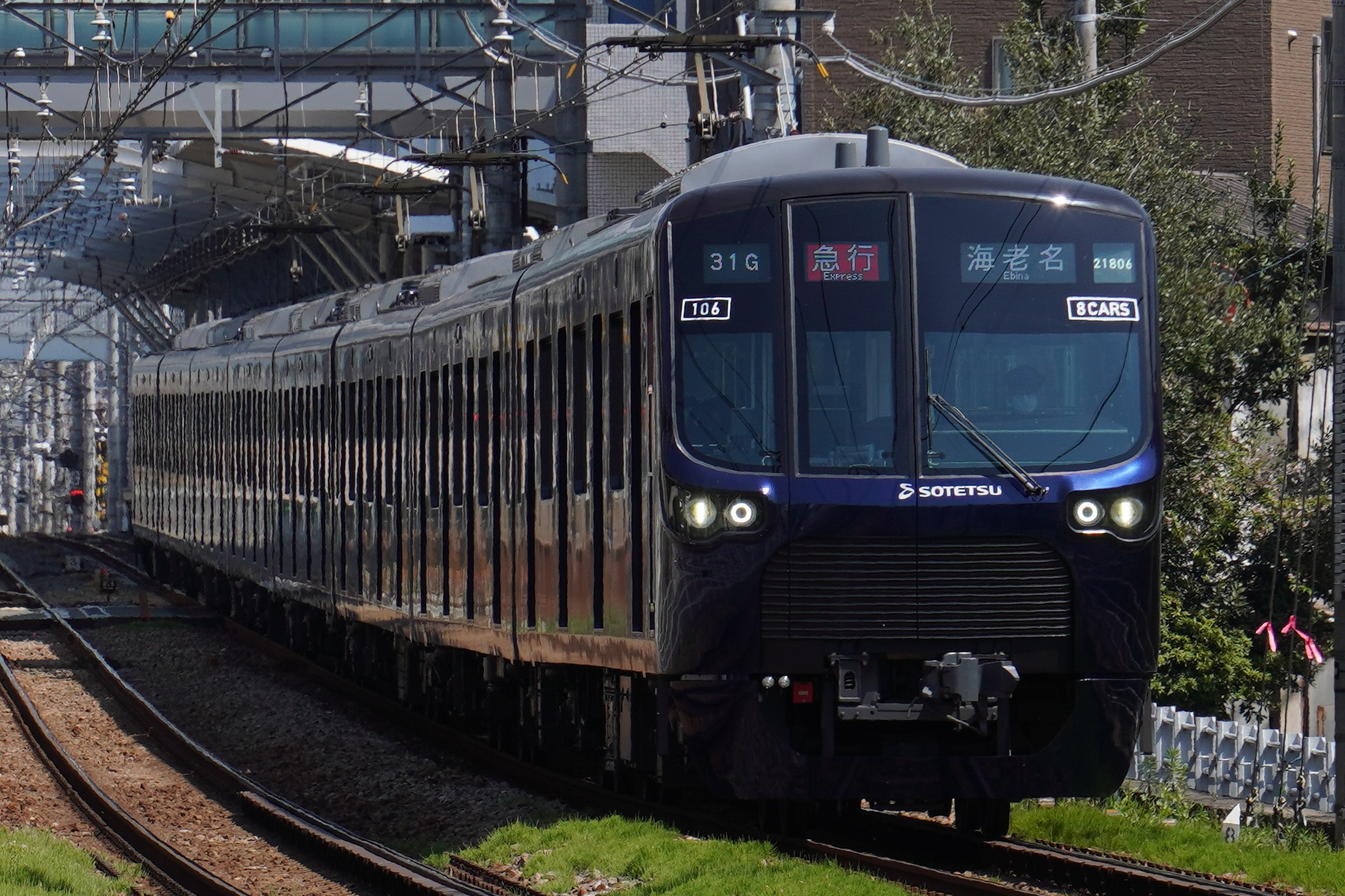
5080系（8両編成）
- 3000系（8両編成）

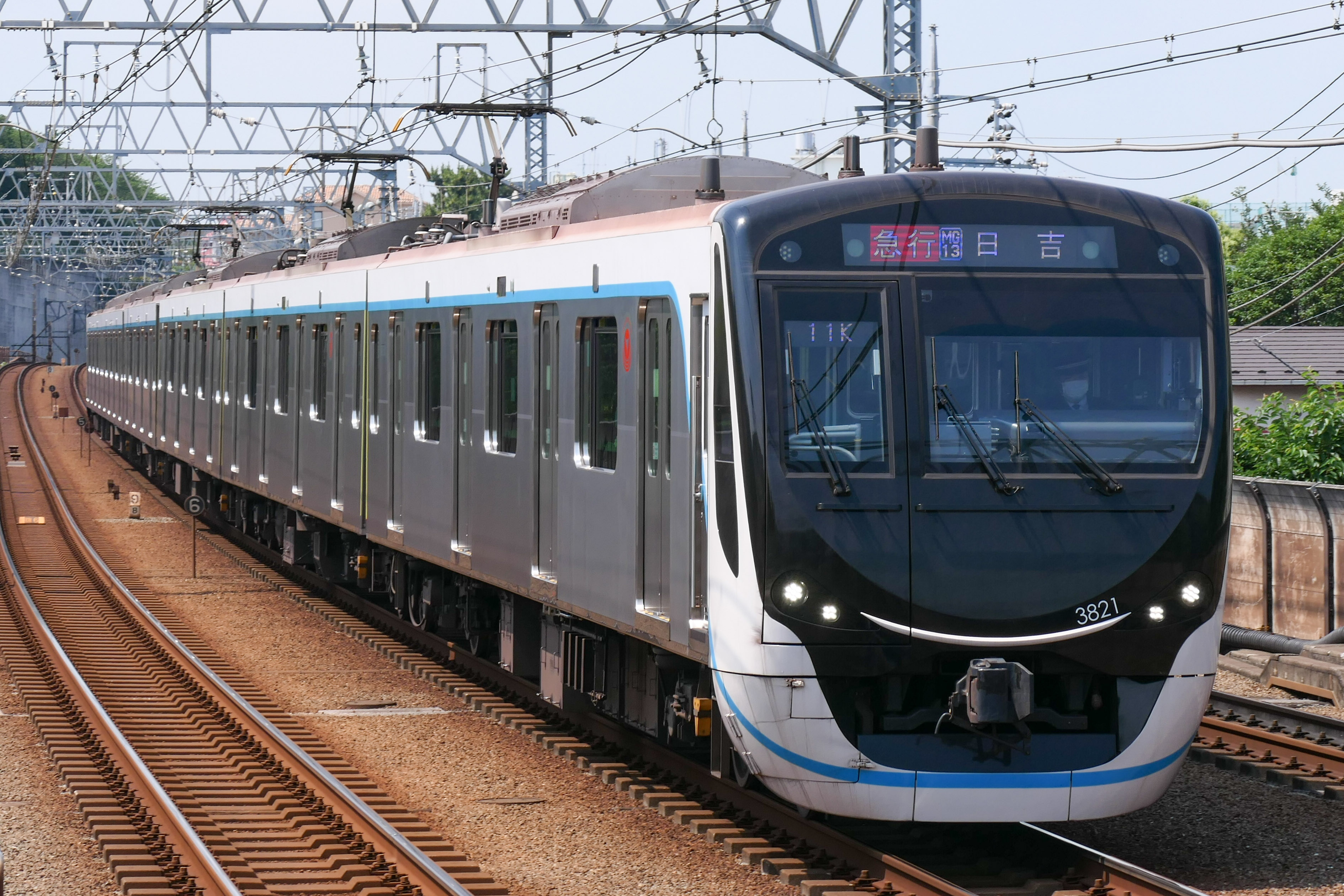
3020系
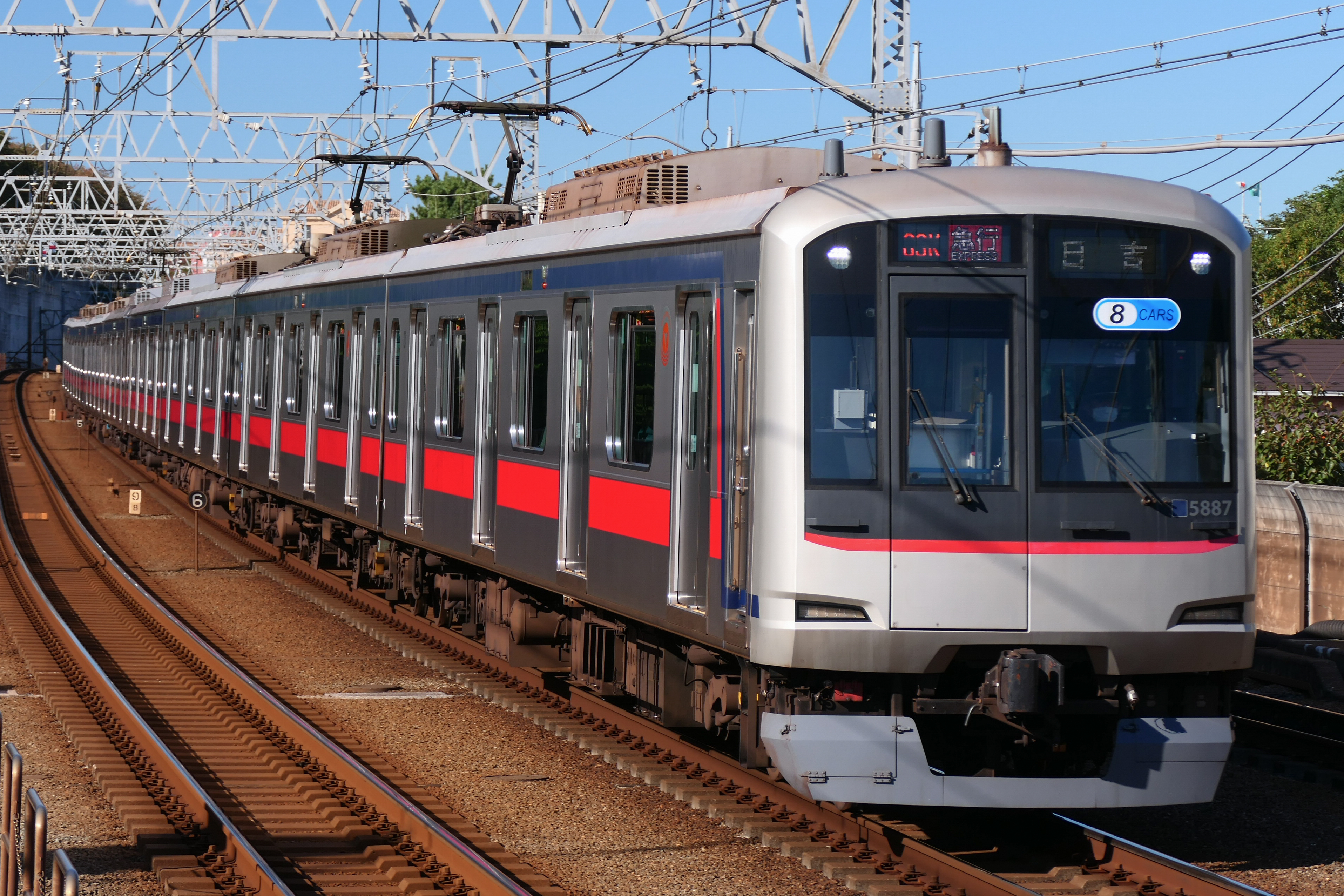
5080系
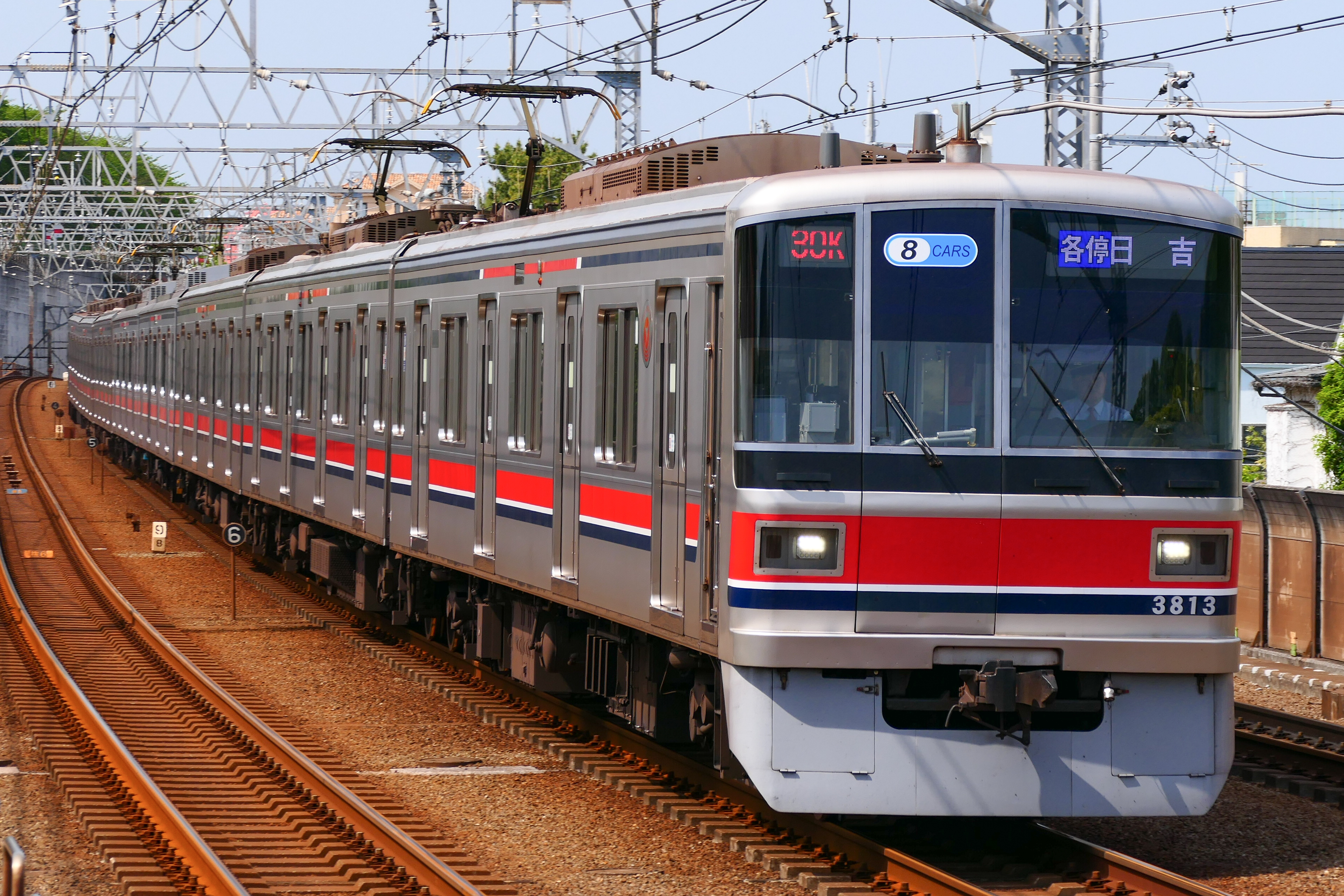
3000系

埼玉高速鉄道
- 2000系（6両編成）

- 2000系

相模鉄道
- 21000系（8両編成）

- 21000系

### 共用区間走行車両
東京都交通局（都営地下鉄）
- 6500形（8両編成）
- 6300形（6両編成）

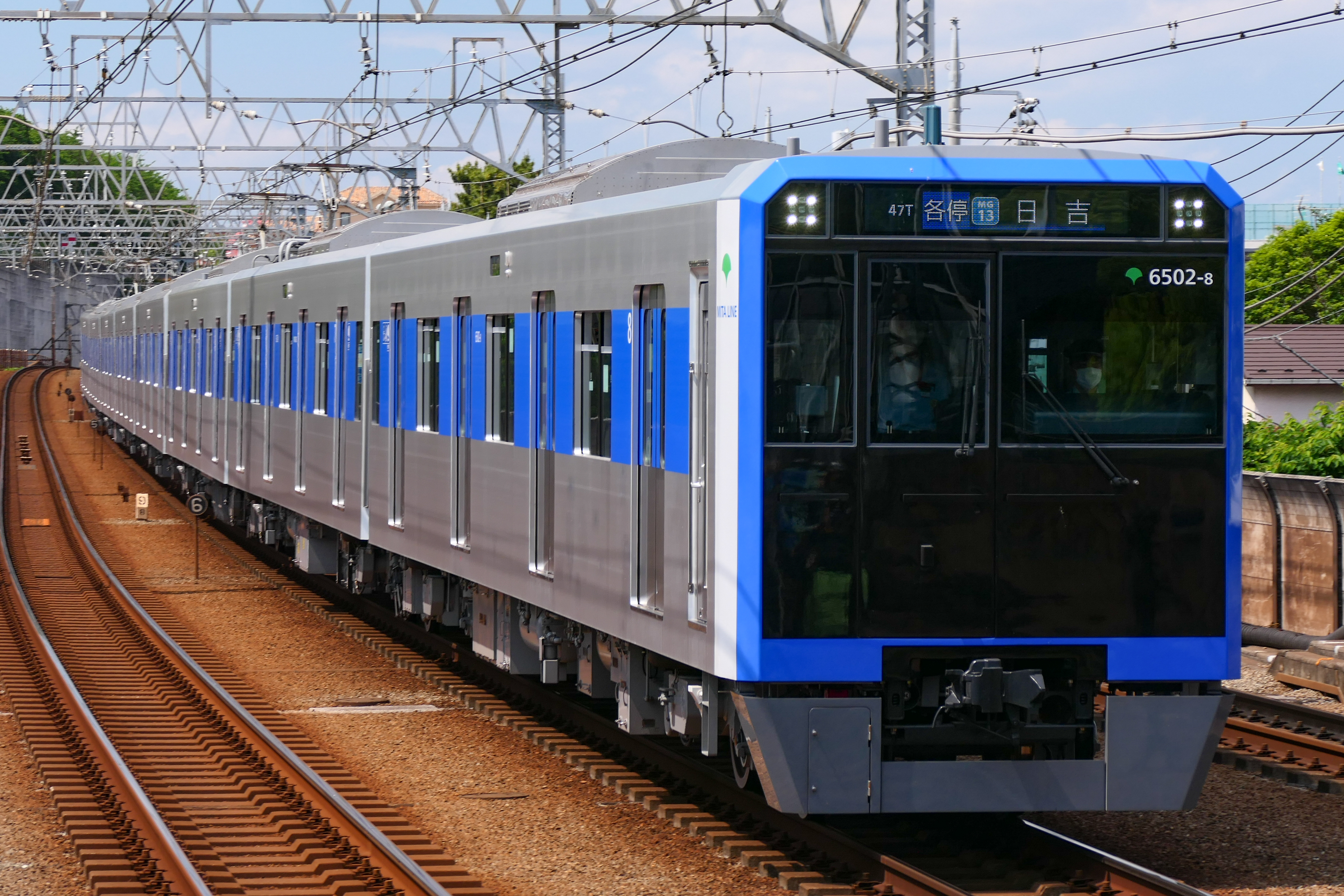
6500形
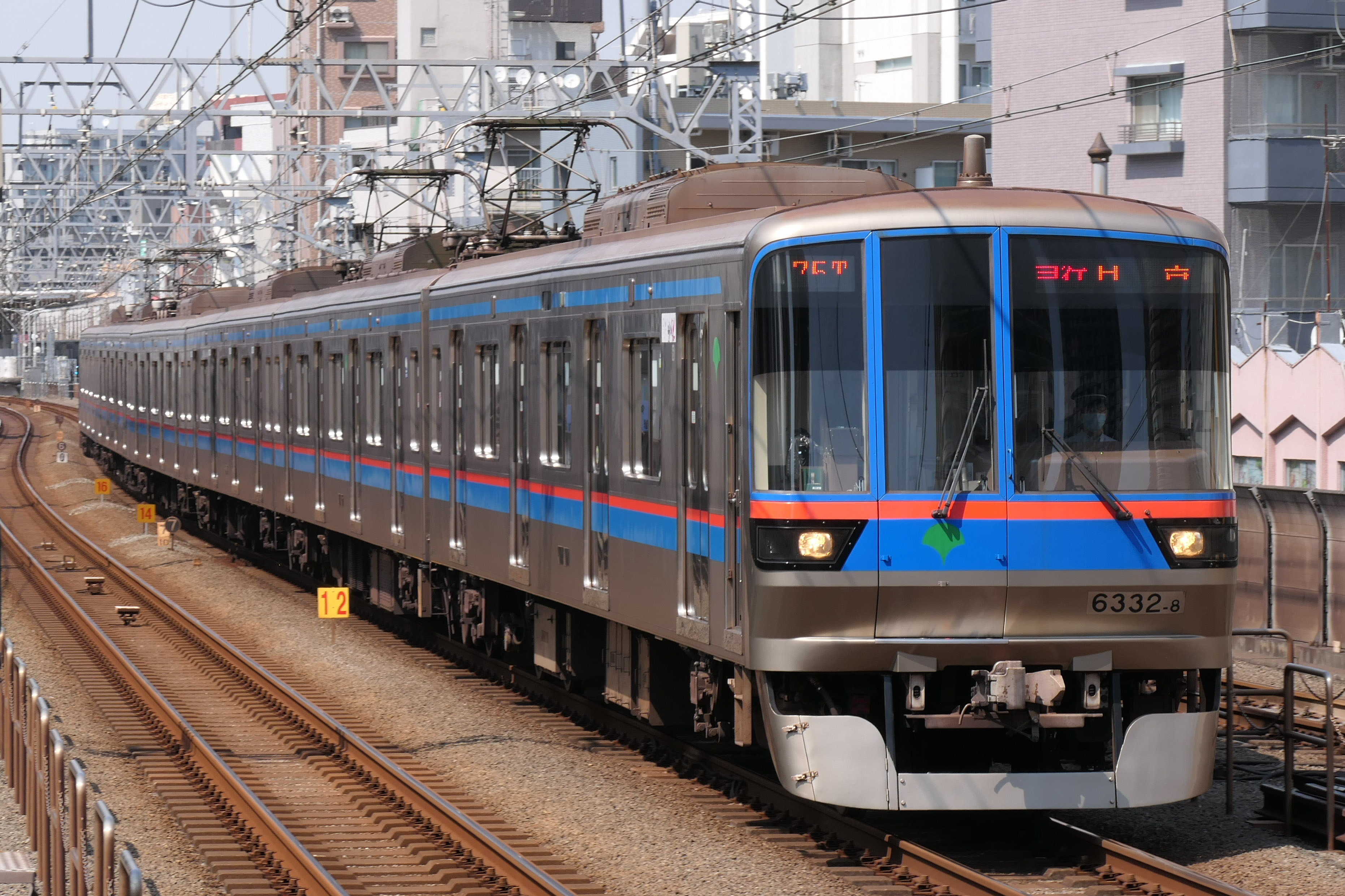
6300形

### 列車番号と車両運用
どの列車がどの車両で運転されるかは列車番号で判別できるようになっており、列車番号末尾アルファベットの「S」が東京メトロ車両（30S - 78Sの偶数番号）、「M」が埼玉高速車両（80M以降の偶数番号）、「K」が東急車両（01K - 48K）、「G」が相鉄車両（31G - 43G）となっている（「T」は都交通局車両で31T以降の奇数）。
列車番号が6桁の数字で組み立てられる東急目黒線内では、上3桁が運用番号を表し、300番台は東京メトロ車両、500番台は埼玉高速車両、200番台は東急車両、600番台は相鉄車両となっており（400番台は都交通局車両）、例えば「30S」は東急線内は「330」となる。一般の利用者は列車番号を『MY LINE 東京時刻表』（交通新聞社）の列車番号欄で確認することができる。
なお、東急車および相鉄車の運用は、三田線運用と南北線運用とで別々に組まれ、奇数番号（東急線内基準）が三田線運用、偶数番号（同）が南北線・埼玉高速線運用となっている。そのため、奇数番号と奇数番号＋1の偶数番号（例：01Kと02K）を同一車両で運転されていることから一部の運用番号が欠番となっている。また各事業者間の走行距離調整の関係上、埼玉高速車両と東急車両は東急目黒線に乗り入れない列車（白金高輪駅折り返しなど）にも使用されている。
2023年3月13日改正ダイヤでは、東京メトロ車が東急の元住吉検車区に1本、奥沢駅に1本、浦和美園車両基地で6本がそれぞれ夜間留置となる。逆に東急車が市ケ谷駅と麻布十番駅に1本ずつ夜間留置される。

## 利用状況
2023年（令和5年）度の最混雑区間（B線、駒込 → 本駒込間）の混雑率は146%である。
2000年度より目黒駅から東急目黒線に、赤羽岩淵駅から埼玉高速鉄道線にそれぞれ直通運転を行っている。輸送人員は増加傾向にあるが、東京メトロ全線で最も少ない。東急目黒線は東横線のバイパス路線として整備された経緯があり、混雑率は2017年度から170%を上回っている。埼玉高速鉄道線は第三セクター鉄道であり、京浜東北線と競合している。
単独駅で最も乗降人員が多い駅は六本木一丁目駅であり、同駅の1日平均乗降人員は8万人を越えている。同駅は泉ガーデンタワーと住友不動産六本木グランドタワーが直結し、周辺は再開発によりオフィス街が立ち並ぶ。最も乗降人員が少ない駅は西ケ原駅であり、同駅の1日平均乗降人員は1万人を下回り、都営地下鉄を含めた東京の地下鉄全駅中最少となっている。
近年の輸送実績を下表に記す。表中、最高値を赤色で、最高値を記録した年度以降の最低値を青色で、最高値を記録した年度以前の最低値を緑色で表記している。
| 年度               | 最混雑区間（駒込 → 本駒込間）輸送実績 | 最混雑区間（駒込 → 本駒込間）輸送実績 | 最混雑区間（駒込 → 本駒込間）輸送実績 | 最混雑区間（駒込 → 本駒込間）輸送実績 | 特記事項                                                                                           |
| 年度               | 運転本数：本                          | 輸送力：人                            | 輸送量：人                            | 混雑率：%                             | 特記事項                                                                                           |
| ------------------ | ------------------------------------- | ------------------------------------- | ------------------------------------- | ------------------------------------- | -------------------------------------------------------------------------------------------------- |
| 1991年（平成03年） | 12                                    | 6,720                                 | 1,488                                 | 22                                    | 1991年11月29日、開業、最混雑区間は王子神谷 → 王子間                                                |
| 1992年（平成04年） | 12                                    | 6,720                                 | 2,114                                 | 31                                    | |
| 1993年（平成05年） | 12                                    | 6,720                                 | 2,205                                 | 33                                    | |
| 1994年（平成06年） | 12                                    | 6,720                                 | 2,280                                 | 34                                    | |
| 1995年（平成07年） | 12                                    | 6,720                                 | 2,198                                 | 33                                    | 1996年2月3日、6両編成化 1996年3月26日、駒込 - 四ツ谷間開業                                         |
| 1996年（平成08年） | 12                                    | 10,632                                | 8,255                                 | 78                                    | 最混雑区間を駒込 → 本駒込間に変更                                                                  |
| 1997年（平成09年） | 12                                    | 10,632                                | 10,491                                | 99                                    | 1997年9月30日、四ツ谷 - 溜池山王間開業                                                             |
| 1998年（平成10年） | 12                                    | 10,632                                | 11,169                                | 105                                   | |
| 1999年（平成11年） | 12                                    | 10,632                                | 12,472                                | 117                                   | |
| 2000年（平成12年） | 15                                    | 13,290                                | 12,808                                | 96                                    | 2000年9月26日、溜池山王 - 目黒間開業、東急目黒線との直通運転開始 2001年3月28日、埼玉高速鉄道線開業 |
| 2001年（平成13年） | 15                                    | 13,290                                |                                       |                                       | |
| 2002年（平成14年） | 15                                    | 13,290                                | 18,543                                | 140                                   | |
| 2003年（平成15年） | 15                                    | 13,290                                | 18,707                                | 141                                   | |
| 2004年（平成16年） | 15                                    | 13,290                                |                                       | 143                                   | |
| 2005年（平成17年） | 15                                    | 13,290                                |                                       | 146                                   | |
| 2006年（平成18年） | 15                                    | 13,290                                | 19,560                                | 147                                   | |
| 2007年（平成19年） | 15                                    | 13,290                                | 19,913                                | 150                                   | |
| 2008年（平成20年） | 15                                    | 13,290                                |                                       | 153                                   | 2008年6月22日、東急目黒線延伸開業に伴って、日吉まで延長運転                                        |
| 2009年（平成21年） | 16                                    | 14,176                                | 20,667                                | 146                                   | |
| 2010年（平成22年） | 16                                    | 14,176                                | 20,873                                | 147                                   | |
| 2011年（平成23年） | 16                                    | 14,176                                | 21,141                                | 149                                   | |
| 2012年（平成24年） | 16                                    | 14,176                                | 21,354                                | 151                                   | |
| 2013年（平成25年） | 17                                    | 15,062                                | 22,646                                | 150                                   | |
| 2014年（平成26年） | 17                                    | 15,062                                | 22,684                                | 151                                   | |
| 2015年（平成27年） | 17                                    | 15,062                                | 23,038                                | 153                                   | |
| 2016年（平成28年） | 17                                    | 15,062                                | 22,970                                | 153                                   | |
| 2017年（平成29年） | 18                                    | 15,948                                | 24,907                                | 156                                   | |
| 2018年（平成30年） | 18                                    | 15,948                                | 25,317                                | 159                                   | |
| 2019年（令和元年） | 18                                    | 15,948                                | 25,422                                | 159                                   | |
| 2020年（令和02年） | 19                                    | 16,834                                | 19,279                                | 115                                   | |
| 2021年（令和03年） | 19                                    | 16,834                                | 20,332                                | 121                                   | |
| 2022年（令和04年） | 19                                    | 16,834                                | 23,568                                | 140                                   | 2022年4月1日、8両編成化 2023年3月18日、東急目黒線を経由して東急新横浜線・相鉄線との直通運転開始    |
| 2023年（令和05年） | 19                                    | 18,042                                | 26,341                                | 146                                   | |

## 駅一覧
- 駅番号はA線方向（目黒から赤羽岩淵の方向）に増加。
- 色は「7号ビジョン」に対応したステーションカラーを示す[16]。このステーションカラーはホームドアの扉部分、エスカレーターのベルト部やホーム上のベンチ（現在は交換済）、改札付近のメディアウォール、柱や壁の一部に適用されている（前述）[16]。目黒駅は東急電鉄の管理駅のためステーションカラーの対象外[16]。
- 全駅東京都内に所在。
- 目黒駅 - 白金高輪駅間は、都営三田線と線路及び駅施設を共用している（ただし同区間の線路を保有しているのは第一種鉄道事業者の東京地下鉄で、東京都交通局はその線路で旅客運送を行う第二種鉄道事業者）。

| 駅番号       | 駅名           | 色           | 営業キロ     | 営業キロ     | 運賃計算キロ | 運賃計算キロ | 接続路線・備考 | 所在地                                                                                     |
| 駅番号       | 駅名           | 色           | 駅間         | 累計         | 駅間         | 累計         | 接続路線・備考 | 所在地                                                                                     |
| ------------ | -------------- | ------------ | ------------ | ------------ | ------------ | ------------ | --- | ------------------------------------------------------------------------------------------ |
| 直通運転区間 | 直通運転区間   | 直通運転区間 | 直通運転区間 | 直通運転区間 | 直通運転区間 | 直通運転区間 | 東急目黒線・ 東急新横浜線・ 相鉄新横浜線経由 相鉄本線海老名駅、 相鉄いずみ野線湘南台駅まで                                                | 東急目黒線・ 東急新横浜線・ 相鉄新横浜線経由 相鉄本線海老名駅、 相鉄いずみ野線湘南台駅まで |
| N-01         | 目黒駅         |              | -            | 0.0          | -            | 0.0          | 東急電鉄： 目黒線 (MG01)（直通運転：上記参照） 都営地下鉄： 三田線 (I-01)（共用） 東日本旅客鉄道： 山手線 (JY 22)                         | 品川区                                                                                     |
| N-02         | 白金台駅       |              | 1.3          | 1.3          | 1.3          | 1.3          | 都営地下鉄： 三田線 (I-02)（共用） | 港区                                                                                       |
| N-03         | 白金高輪駅     |              | 1.0          | 2.3          | 1.0          | 2.3          | 都営地下鉄： 三田線 (I-03)（共用・改札内連絡）                                                                                            | 港区                                                                                       |
| N-04         | 麻布十番駅     |              | 1.3          | 3.6          | 1.3          | 3.6          | 都営地下鉄： 大江戸線 (E-22) | 港区                                                                                       |
| N-05         | 六本木一丁目駅 |              | 1.2          | 4.8          | 1.2          | 4.8          | | 港区                                                                                       |
| N-06         | 溜池山王駅     |              | 0.9          | 5.7          | 0.9          | 5.7          | 東京地下鉄： 銀座線 (G-06)、 丸ノ内線（国会議事堂前駅:M-14）・ 千代田線（国会議事堂前駅:C-07）                                            | 千代田区                                                                                   |
| N-07         | 永田町駅       |              | 0.7          | 6.4          | 0.9          | 6.6          | 東京地下鉄： 有楽町線 (Y-16) ・ 半蔵門線 (Z-04)、 銀座線（赤坂見附駅:G-05）・ 丸ノ内線（赤坂見附駅:M-13）                                 | 千代田区                                                                                   |
| N-08         | 四ツ谷駅       |              | 1.5          | 7.9          | 1.3          | 7.9          | 東京地下鉄： 丸ノ内線 (M-12) 東日本旅客鉄道： 中央線（快速）(JC 04)・ 中央・総武線（各駅停車）(JB 14)                                     | 新宿区                                                                                     |
| N-09         | 市ケ谷駅       |              | 1.0          | 8.9          | 1.0          | 8.9          | 東京地下鉄： 有楽町線 (Y-14) 都営地下鉄： 新宿線 (S-04) 東日本旅客鉄道： 中央・総武線（各駅停車）(JB 15)                                  | 新宿区                                                                                     |
| N-10         | 飯田橋駅       |              | 1.1          | 10.0         | 1.1          | 10.0         | 東京地下鉄： 東西線 (T-06)（改札外連絡） ・ 有楽町線 (Y-13) 都営地下鉄： 大江戸線 (E-06) 東日本旅客鉄道： 中央・総武線（各駅停車）(JB 16) | 新宿区                                                                                     |
| N-11         | 後楽園駅       |              | 1.4          | 11.4         | 1.4          | 11.4         | 東京地下鉄： 丸ノ内線 (M-22) 都営地下鉄： 三田線（春日駅:I-12）・ 大江戸線（春日駅:E-07）                                                 | 文京区                                                                                     |
| N-12         | 東大前駅       |              | 1.3          | 12.7         | 1.3          | 12.7         | | 文京区                                                                                     |
| N-13         | 本駒込駅       |              | 0.9          | 13.6         | 0.9          | 13.6         | | 文京区                                                                                     |
| N-14         | 駒込駅         |              | 1.4          | 15.0         | 1.4          | 15.0         | 東日本旅客鉄道： 山手線 (JY 10) | 豊島区                                                                                     |
| N-15         | 西ケ原駅       |              | 1.4          | 16.4         | 1.4          | 16.4         | | 北区                                                                                       |
| N-16         | 王子駅         |              | 1.0          | 17.4         | 1.0          | 17.4         | 東日本旅客鉄道： 京浜東北線 (JK 36) 東京都交通局： 都電荒川線（東京さくらトラム）（王子駅前停留場:SA 16）                                 | 北区                                                                                       |
| N-17         | 王子神谷駅     |              | 1.2          | 18.6         | 1.2          | 18.6         | | 北区                                                                                       |
| N-18         | 志茂駅         |              | 1.6          | 20.2         | 1.6          | 20.2         | | 北区                                                                                       |
| N-19         | 赤羽岩淵駅     |              | 1.1          | 21.3         | 1.1          | 21.3         | 埼玉高速鉄道： 埼玉高速鉄道線（埼玉スタジアム線）(SR19)（直通運転：下記参照）                                                             | 北区                                                                                       |
| 直通運転区間 | 直通運転区間   | 直通運転区間 | 直通運転区間 | 直通運転区間 | 直通運転区間 | 直通運転区間 | 埼玉高速鉄道線 浦和美園駅まで | 埼玉高速鉄道線 浦和美園駅まで                                                              |

1. ↑  目黒駅は他社接続の共同使用駅で、東急電鉄の管轄駅である。
2. 1 2 3  白金台駅・白金高輪駅・赤羽岩淵駅は他社接続の共同使用駅で、東京地下鉄の管轄駅である。

## 車両搬入と連絡線
本路線最初の区間（駒込駅 - 赤羽岩淵駅）の開業時には、他路線との接続がないことから、9000系車両は最初に綾瀬検車区に搬入し、受取検査・整備等を実施、その後千代田線で性能確認のための試運転を実施した。
そして、綾瀬検車区よりトレーラーで王子検車区まで道路輸送をし、同検車区でクレーンを用いて地下の南北線へと搬入された（4両編成で搬入された第01 - 08編成が該当する）。営団地下鉄で、道路輸送・クレーンによる地下への車両搬入は1964年（昭和39年）に東西線の最初の開業区間である高田馬場 - 九段下間開業時以来、27年ぶりである。なお、1995年以降に増備された2次車以降は次に述べる連絡線を経由して搬入された。
市ケ谷駅の四ツ谷寄りに有楽町線との連絡線が存在する。南北線や埼玉高速鉄道の車両が点検整備のために新木場CRや、さらに有楽町線桜田門駅から千代田線霞ケ関駅へ向かう連絡線を経て綾瀬工場へ向かう場合に使われる。また、東京湾大華火祭での新木場行臨時列車や半蔵門線の8000系車両の新木場CRへの回送にも利用される。東急東横線と副都心線の直通運転開始前の関連各社の試運転用車両の回送も、この連絡線を介して行われた。

## 発車メロディ
開業時から全駅でサウンドプロセスデザイン制作（吉村弘作曲）の、王子駅付近を流れる音無川（石神井川）の流れをイメージした発車メロディ（発車サイン音）を使用していたが、2015年3月10日から13日にかけて、各駅ごとにその駅周辺の地域をイメージした異なるメロディに変更された（東急が管理する目黒駅を除く）。制作はスイッチが担当し、塩塚博、福嶋尚哉、山崎泰之の3名が作曲・編曲を手掛けた。「ホームのどこにいても明瞭に聴き取れる音色」、「高齢者にも聴き取り易い音域」、「長時間聴き続けても疲れない音色・楽器構成」が制作上のポイントとなっている。なお、吉村作曲の発車メロディは引き続き南北線を走る車両（東急・埼玉高速鉄道および都営三田線の車両含む）の車載メロディや、都営三田線・埼玉高速鉄道線の駅の発車メロディとして使用されていたが、こちらは2023年3月までに都営三田線の駅の発車メロディは「素直な心」「メロディ」に置き換えられ、それ以外は向谷実作曲のものに置き換えられた。
なお、開業当初は発車サイン音のほかに接近サイン音も使用されていたが、2000年の全線開通時に廃止されている。
各駅の曲名は以下の通り。
| 駅名             | 曲名                                          | 曲名                                                  |
| 駅名             | A線（赤羽岩淵・埼玉高速鉄道線方面）           | B線（目黒・東急線・相鉄線方面）                       |
| ---------------- | --------------------------------------------- | ----------------------------------------------------- |
| 目黒             | 2：（なし）                                   | 1：（ベル）                                           |
| 白金台           | 1：銀のしずく【福嶋】                         | 2：テラコッタ【福嶋】                                 |
| 白金高輪         | 1：つかの間の【福嶋】 2：躍動する都会【山崎】 | 3：エメラルド・グリーン【福嶋】 4：素敵なお店【山崎】 |
| 麻布十番         | 1：ミントベル【福嶋】                         | 2：カリンの実【福嶋】                                 |
| 六本木一丁目     | 1：さざ波【福嶋】                             | 2：陽だまり【福嶋】                                   |
| 溜池山王         | 3：poco a poco【福嶋】                        | 4：天然水【福嶋】                                     |
| 永田町           | 5：明日への階段【塩塚】                       | 6：希望の夜明け【塩塚】                               |
| 四ツ谷           | 3：午後のひととき【塩塚】                     | 4：ソフィアの鐘の音【塩塚】                           |
| 市ケ谷           | 3：明るい水辺【塩塚】                         | 4：オアシス【山崎】                                   |
| 飯田橋           | 5：坂のある街【塩塚】                         | 6：水の戯れ【山崎】                                   |
| 後楽園           | 3：Take Me Out to the Ball Game verA【福嶋】  | 4：Take Me Out to the Ball Game verB【福嶋】          |
| 東大前           | 1：花咲く学び舎【塩塚】                       | 2：銀杏の並木道【塩塚】                               |
| 本駒込           | 1：Next Step【塩塚】                          | 2：屋敷のある街【塩塚】                               |
| 駒込             | 1：ビスマス【福嶋】                           | 2：ツツジ、咲く【塩塚】                               |
| 西ケ原           | 1：桜並木を望んで【山崎】                     | 2：風のゆくえ【福嶋】                                 |
| 王子             | 1：地図を広げて【福嶋】                       | 2：ノッカー【福嶋】                                   |
| 王子神谷         | 1：小さなオルゴール【山崎】                   | 2：いつもの駅で【福嶋】                               |
| 志茂             | 1：時のしらべ【山崎】                         | 2：月は南に【福嶋】                                   |
| 赤羽岩淵         | 1：ティー・スプーン【福嶋】                   | 2：リズムガーデン【山崎】                             |
| （車載メロディ） | （オリジナル曲）【向谷】                      | （オリジナル曲）【向谷】                              |

- 上表の数字は各駅の番線、【】内は作曲者（後楽園駅は編曲者）を表す。

1. 1 2  2023年3月まで吉村作曲の音無川の流れのイメージを使用。

各駅のメロディのイメージコンセプトは以下の通り。
- 白金台駅 - 永田町駅：大使館が多く国際的な雰囲気があり、都会的なスタイリッシュさをイメージ[報道 18][82]。
- 四ツ谷駅 - 東大前駅（後楽園駅を除く）：大学、高校、神社などが多く、緑豊かな都心をイメージ[報道 18][82]。
- 後楽園駅：東京ドームの最寄駅であることから、野球にちなんだ楽曲を採用[報道 18][82]。
- 本駒込駅 - 赤羽岩淵駅：桜、バラ、宿場町、川、江戸から近代への歴史をイメージ[報道 18][82]。

## 延伸計画（品川駅 - 白金高輪駅間）
2016年の交通政策審議会答申第198号において品川駅 - 白金高輪駅間（2.5 km）が「都心部・品川地下鉄構想」として取り上げられ、2022年に東京メトロは南北線延伸としてこの区間の鉄道事業許可を申請し、3月28日付で国土交通大臣より第一種鉄道事業許可を受けている。

### 概要
六本木・赤坂など都心部とリニア中央新幹線のターミナルとなる品川駅及び都市集積が進む同駅付近とを結ぶ路線として、東京都が計画した。
2019年3月に開かれた国土交通省による「東京圏における国際競争力強化に資する鉄道ネットワークに関する検討会」（以下「検討会」）第2回検討会で公表された案は以下の通り。
- 建設距離：2.5 km
- 駅数：2駅（起終点含む。途中駅は設けない）
- 所要時間：約4分
- 列車本数：12本/時
  - うち南北線・三田線に半数ずつ（日中は南北線8本：三田線4本）直通
- 運賃水準：東京メトロと同等（東京メトロ既存線とは通算運賃）※都営地下鉄については言及なし[注 26]
- 整備主体：第三セクター（地下高速鉄道整備事業費補助を適用）
- 事業費：800億円（建設費763億円、車両費37億円）
- 建設期間：10年間

この条件で品川駅の位置を国道15号に並行とする場合（Aルート）と直交する場合（Bルート）の2パターンで検討を行った結果、輸送人員はAルートが13.4 - 14.3万人/日、Bルートが7.8万人/日となり、優位なAルートが選定されることとなった。費用便益比は2.57 - 3.14、累積資金収支は16 - 19年目で黒字に転換するとしている。東京メトロの既存線区間を含めても24 - 28年目で累積資金収支が黒字となる。

### 効果・影響
検討会では事業の効果・影響を次のように見積もっている。
- 都心業務地区間の結節強化による特区地域の業務集積ポテンシャル向上
  - 品川駅 - 溜池山王駅間の所要時間が東海道本線・銀座線経由で14分から9分に5分短縮、運賃も低減
- 銀座線の列車内および新橋駅構内の乗換混雑の緩和
  - 新橋駅の乗り換え乗降客が2万人/日減少、銀座線の混雑率が6 - 7%減少
- 赤坂等の都心業務地区と高速交通ターミナルの品川駅へのリダンダンシーの確保
- 訪日外国人等の周遊行動への寄与
  - 品川地区と六本木・赤坂地区を直線的に結ぶ効果により、約96万人/年の利用が見込めるとする
- 乗換利便性が高い動線の確保に向けた技術検討の実施への期待
  - 品川駅構内での乗り換え客が8 - 9万人/日増加する。ただし、駅が混雑しているのは港南口方面であり、駅が設置されるのは高輪口のため大きな懸念事項にはならないとしている。

なお、上記検討会で営業主体として想定されている東京メトロは、都による計画が発表された2015年7月には東京新聞の取材に対して、「近隣にある南北線の他の駅はトンネル構造上、分岐が難しい。白金高輪止まりとなっている電車を品川へ流すことができるので、運行面も合理的な場所だ」とコメントしている。一方で、答申発表後の日本経済新聞の取材には「新線の整備に関して、大きなリスクを負う整備主体にはなりえない」ともコメントしている。2017年に就任した第3代社長の山村明義は「2008年に開業した副都心線を最後に新線建設は行わない方針だ」と従来の方針を堅持する一方、「（国や都から）もし協力を求められたら、経営に悪影響を及ぼさない範囲で行う」という方針であると語っている。
延伸先となる品川駅では、駅設置予定の国道15号の直上に大規模な広場を作る計画があるが、地下鉄建設により手戻りとなる恐れがあり、国土交通省東京国道事務所による「国道15号・品川駅西口駅前広場整備事業計画検討会」の岸井隆幸座長（「東京圏における国際競争力強化に資する鉄道ネットワークに関する検討会」座長も兼任）は、「地下鉄の建設主体も運営主体もまだはっきりしていないので、国交省には早く決めてもらいたい」と発言している。
事業費は2019年時点の試算で800億円であるが、建築資材や人件費の高騰で膨らむ見込みとなり、事業費の4分の3を国や都が支援し、東京メトロの借入金には財政投融資を充てる方針としている。

### 沿革
2014年7月、都が公表した「品川駅・田町駅周辺まちづくりガイドライン2014」では、品川駅を東西に貫く鉄道新線を検討することが盛り込まれた。
2015年7月10日、都は「広域交通ネットワーク計画について ≪交通政策審議会答申に向けた検討のまとめ≫」を発表。その中の「整備について検討すべき路線」のひとつとして盛り込まれた。当時の東京都知事の舛添要一は、「都市集積の進む品川と都心部との間はあまり便利が良くないので、それを結ぶ路線を今後検討すべき路線として抽出した」と説明している。
2016年4月に出された交通政策審議会答申第198号では、「国際競争力の強化に資する鉄道ネットワークのプロジェクト」として取り上げられた。
2018年5月15日、国土交通省による「東京圏における国際競争力強化に資する鉄道ネットワークに関する検討会」の第1回検討会が行われ、東京8号線（有楽町線）豊洲駅 - 住吉駅間延伸（「東京直結鉄道」参照）とともに検討会による調査対象路線に選ばれた。東京メトロは完全民営化方針を理由に事業主体となることに消極的な姿勢を示していたが、2021年7月8日行われた第5回小委員会と、同年7月15日に示された同検討会の答申において、東京メトロが主体となって整備を進めるのが適切だとする素案を示すとともに、国や東京都が建設費を補助する方向性を示した。国土交通省は2022年（令和4年）度当初予算案に都市鉄道整備事業費補助（地下高速鉄道）において「都心部・品川地下鉄整備」として事業予算を計上、環境基準評価に着手する見通しとなった。東京メトロは2022年1月28日に品川 - 白金高輪間約2.5 kmの鉄道事業許可を国土交通大臣に申請し、同年3月28日に第一種鉄道事業の許可を受けた。
2022年6月初旬に、東京都と東京地下鉄は品川 - 白金高輪間の延伸に関する都市計画素案の説明会の開催を発表し、そのなかで詳細ルートが明らかになった。品川駅（仮称）を出た路線は大きく西へカーブし、2032年度の完成予定で工事が行われる環状4号線の下を走り都営地下鉄浅草線高輪台駅の北側をかすめた後、南北線（都営三田線）の白金台駅の南側で北東へ向きを変え、目黒通りの下を経て、白金高輪駅に至るルートである。駅間は複線シールド工法、品川駅や折り返し設備は開削工法が採用される予定。また、品川駅は1面2線として建設される予定。
2024年11月5日に工事着手し、開業時期は2030年代半ば、事業費は1310億円を予定している。

## その他
- 半蔵門線と同じく線内に地上区間が存在せず、すべての駅が地下にある。この2路線以外の東京メトロの路線はどの路線にも地上駅が最低1つはある[注 1]。
- 1994年の開業3周年記念イベントでは、南北線専用の一日乗車券として「南北線3周年フリーきっぷ」という特別企画乗車券が発売された。
- 麻布十番 - 六本木一丁目間で日比谷線と交差するが、交差する地点（飯倉片町交差点直下）に南北線・日比谷線とも駅はなく乗り換えはできない。麻布台ヒルズの街区内に、六本木一丁目駅と日比谷線の神谷町駅を結ぶ地下通路「セントラルウォーク」が2025年内に全通する予定であるが、距離は約700mほど離れている上、現時点で乗り換え駅に指定される予定はない[98]。
- 東京メトロの路線では、銀座線・丸ノ内線とともに女性専用車両の設定がない。
- 前述の通り、南北線の目黒駅を除く全駅には半密閉型フルスクリーンホームドアが採用されているため、南北線内での人身事故発生は1991年の部分開業以来1件もない。